# Lista de aves fósseis

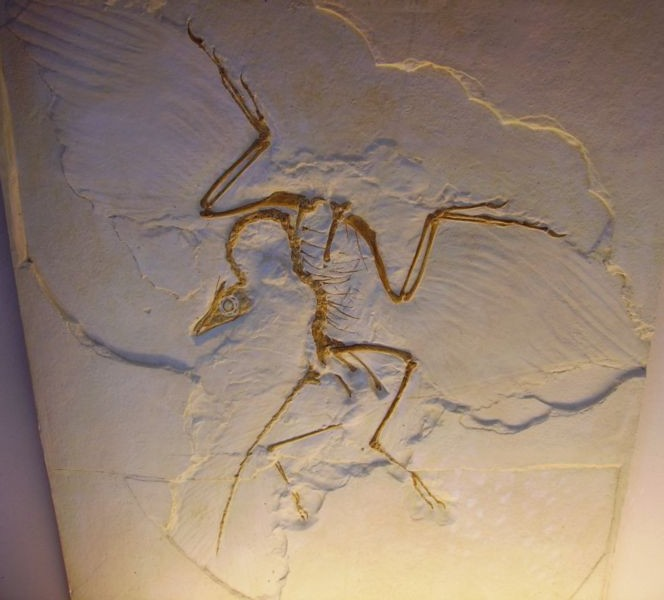
Réplica do Archaeopteryx, a mais famosa ave fóssil

## Proto-aves

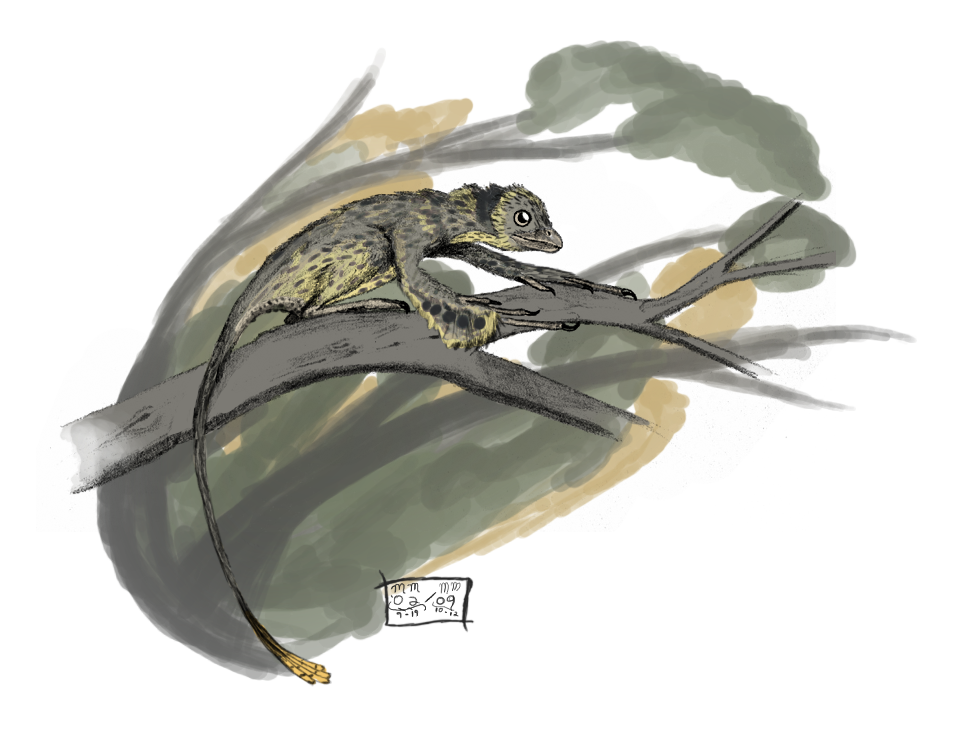
Reconstrução do Epidendrosaurus ninchengensis. Scansoriopterygidae pode ser o parente mais próximo do Archaeopteryx.

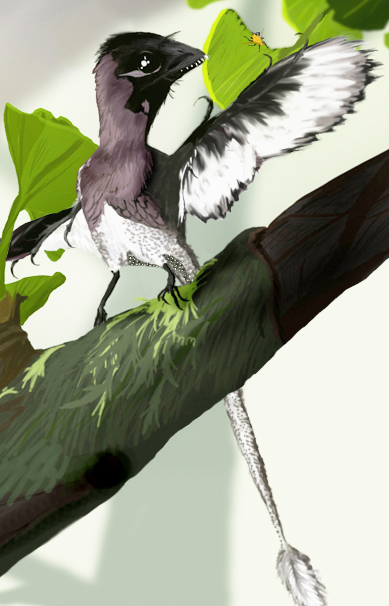
Epidendrosaurus em cima de um Gingko

- "Protoavis" (Triássico Superior) - um nomen dubium
- "Palaeopteryx" (Jurássico Superior) - um nomen dubium
- Oviraptorosauria
  - e.g. Caudipteryx (Cretáceo Inferior)
  - Oviraptor
  - Citipati
- Scansoriopterygidae
  - e.g. Epidendrosaurus (Cretáceo Inferior)
  - Epidexipteryx
  - Scansoriopteryx
- Troodontidae
  - e.g. Mei (Cretáceo Inferior)
- Therizinosauria
  - e.g. Beipiaosaurus (Cretáceo Médio)
- Alvarezsauridae/Parvicursoridae
  - e.g. Shuvuuia (Cretáceo Superior)
- Dromaeosauridae
  - e.g. Rahonavis (Cretáceo Superior)
  - Mahakala
  - Velociraptor
- Avimimus

## Basal Aves
- Formas não-resolvidas
  - Dalianraptor (Cretáceo Inferior)
  - Jixiangornis (Cretáceo Inferior)
  - Shenzhouraptor (Cretáceo Inferior) - também conhecido como Jeholornis
- Archaeopterygidae
  - Archaeopteryx (Jurássico Superior)
  - Wellnhoferia (Jurássico Superior) - pode ser sinônimo do Archaeopteryx

### Omnivoropterygiformes
- Omnivoropterygidae
  - Didactylornis (Cretáceo Inferior de Liaoning, China)
  - Omnivoropteryx (Cretáceo Inferior)
  - Sapeornis (Cretáceo Inferior)

## Basal Pygostylia
- Posicionamento não resolvido 
  - Longipteryx (Cretáceo Inferior) - (eu)enantiornithine?
  - Shanweiniao (Cretáceo Inferior) - (eu)enantiornithine?
  - Abavornis (Cretáceo Superior) - (eu)enantiornithine?
  - Catenoleimus (Cretáceo Superior) - enantiornithine?
  - Explorornis (Cretáceo Superior) - (eu)enantiornithine?
  - Incolornis (Cretáceo Superior) - (eu)enantiornithine?
- Confuciusornithidae
  - Changchengornis (Cretáceo Inferior)
  - Confuciusornis (Cretáceo Inferior)
  - Eoconfuciusornis (Cretáceo Inferior de Fengning, China)
  - Jinzhouornis (Cretáceo Inferior) - pode ser sinônimo de  Confuciusornis
  - "Proornis" (Cretáceo Inferior) - nomen nudum

## Enantiornithes
- Formas basais e não-resolvidas

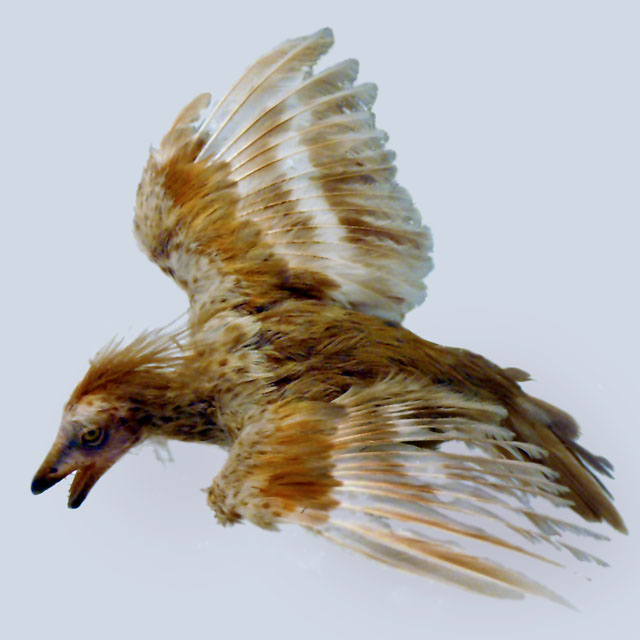
Reconstrução do Iberomesornis romerali

  - Boluochia (Cretáceo Inferior) - cathayornithid?
  - Concornis (Cretáceo Inferior)- cathayornithid? enantiornithiform?
  - Cuspirostrisornis (Cretáceo Inferior) - cathayornithid?
  - Dapingfangornis (Cretáceo Inferior)
  - Eoalulavis (Cretáceo Inferior)
  - Eoenantiornis (Cretáceo Inferior)
  - Hebeiornis (Cretáceo Inferior) - possivelmente nomen nudum; if valid, incluí Vescornis
  - Largirostrornis (Cretáceo Inferior) - cathayornithid?
  - "Liaoxiornis" (Cretáceo Inferior) - nomen dubium
  - Longchengornis (Cretáceo Inferior) - cathayornithid?
  - Longirostravis (Cretáceo Inferior)
  - Pengornis (Cretáceo Inferior)
  - Enantiornithes gen. et spp. indet. (Cretáceo Inferior)
  - Elsornis (Cretáceo Superior)
  - Enantiophoenix (Cretáceo Superior) - enantiornithiform (avisaurid)?
  - Halimornis (Cretáceo Superior)
  - Kuszholia (Cretáceo Superior) - família própria?
  - Lectavis (Cretáceo Superior) - enantiornithiform?
  - Lenesornis (Cretáceo Superior)
  - Gobipteryx (Cretáceo Superior) - enantiornithiform? família própria?
  - Gurilynia (Cretáceo Superior) - enantiornithiform?
  - Neuquenornis (Cretáceo Superior) - cathayornithid? avisaurid?
  - Yungavolucris (Cretáceo Superior) - enantiornithiform (avisaurid)?
  - Enantiornithes gen. et spp. indet. (Cretáceo Superior)
- Alexornithidae (disputada)
  - Alexornis (Cretáceo Superior)
  - Kizylkumavis (Cretáceo Superior)
  - Sazavis (Cretáceo Superior)
- Alethoalaornithidae (disputada)
  - Alethoalaornis (Cretáceo Inferior)
- "Cathayornithidae" (disputada)
  - Sinornis/Cathayornis (Cretáceo Inferior)
  - Eocathayornis (Cretáceo Inferior)
- Iberomesornithidae (disputada)
  - Iberomesornis (Cretáceo Inferior)
  - Noguerornis (Cretáceo Inferior)

### Enantiornithiformes
- Enantiornithidae (disputada)
  - Enantiornis (Cretáceo Superior)
- Avisauridae
  - Avisaurus (Cretáceo Superior)
  - Soroavisaurus (Cretáceo Superior)

## Basal Ornithurae[1]
- Formas basais e não-resolvidas
  - Gansus (Cretáceo Inferior) - basal
  - Archaeorhynchus (Cretáceo Inferior) - basal?
  - Apsaravis (Cretáceo Superior) - Ambiortidae?
  - Limenavis (Cretáceo Superior) - Neornithinae (paleognathae)?
  - "cf. Parahesperornis" (Cretáceo Superior de Tsagaan Kushu, Mongólia) - hesperornithiforme?
  - Ornithurae gen. et sp. indet. RBCM.EH2005.003.0001 (Cretáceo Superior)
  - Ornithurae gen. et sp. indet. TMP 98.68.145 (Formação Dinosur Park Cretáceo Superior de Iddesleigh, Canada) - hesperornithiforme?
  - Carinatae gen. et sp. indet. NHMM/RD 271 (Cretáceo Superior) - Ichthyornithinae?
- Ambiortidae
  - Ambiortus (Cretáceo Inferior)

### Yanornithiformes
- Songlingornithidae
  - Songlingornis (Cretáceo Inferior)
  - Yanornis (Cretáceo Inferior)
  - Yixianornis (Cretáceo Inferior)

## Hesperornithes
- Unresolved e basal forms

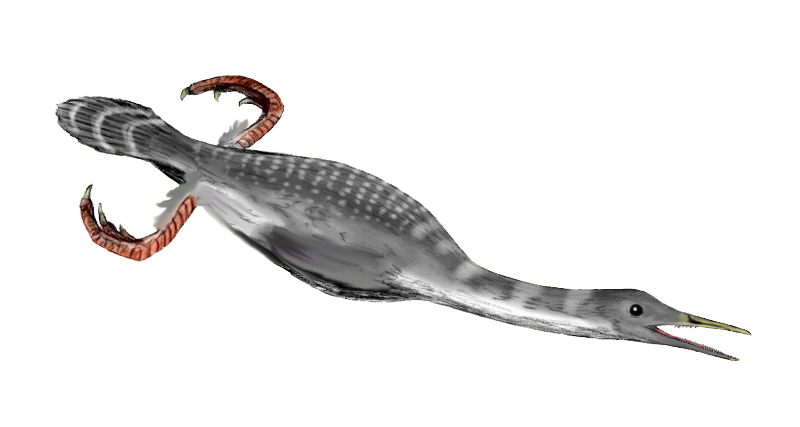
Hesperornis

  - Asiahesperornis (Cretáceo Superior) - Hesperornithidae?
  - Judinornis (Cretáceo Superior)
  - Pasquiaornis (Cretáceo Superior)
  - Hesperornithiformes gen. et sp. indet. TMP 89.81.12 (Cretáceo Superior)
  - Hesperornithiformes gen. et sp. indet. "Kushmurun, Kazakhstan" (Cretáceo Superior)
- Enaliornithidae
  - Enaliornis (Cretáceo Inferior)
- Baptornithidae
  - Baptornis (Cretáceo Superior) - incluí Parascaniornis
- Hesperornithidaeae
  - Hesperornis (Cretáceo Superior)
  - Parahesperornis (Cretáceo Superior)
  - Canadaga (Cretáceo Superior)
  - Coniornis (Cretáceo Superior)

## Ichthyornithes

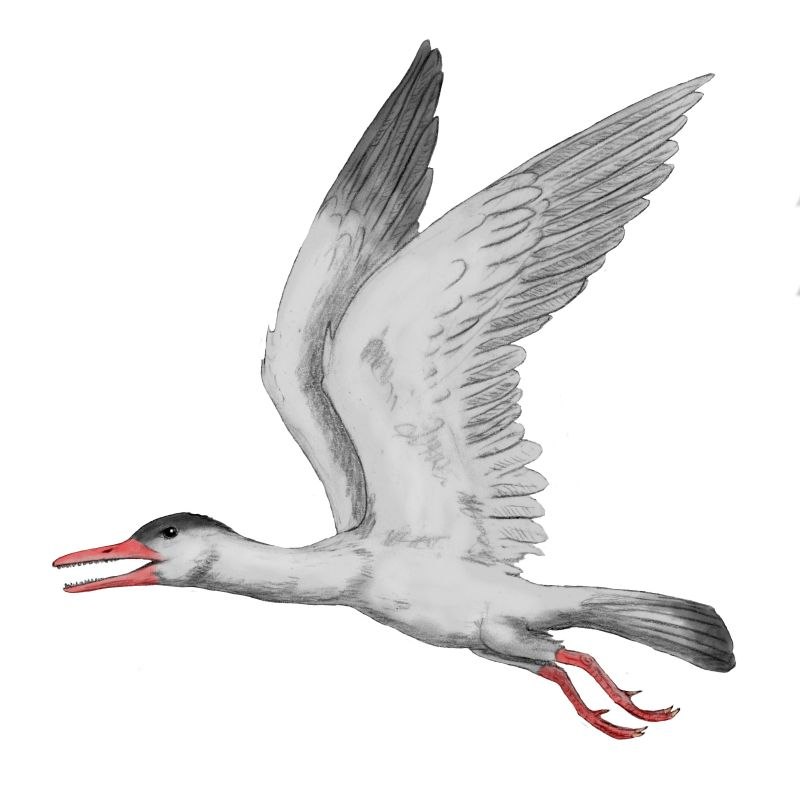
Ichthyornis

- Ichthyornidae
  - Ichthyornis (Cretáceo Superior)

## Neornithes
Formas basais e não-resolvidas
- †Gallornis (Cretáceo Inferior? - Superior) - phoenicopteriforme, anseriforme ou galliforme
- †Ceramornis (Cretáceo Superior) - charadriiforme?
- †"Cimolopteryx" (Cretáceo Superior) - charadriiforme?
- †Palintropus (Cretáceo Superior) - Quercymegapodiidae ou charadriforme
- "Presbyornithidae" gen. et sp. indet. (Formação Barun Goyot, Cretáceo Superior de Udan Sayr, Mongolia) - anseriforme (Presbyornithidae)?
- †Teviornis (Cretáceo Superior) - Presbyornithidae?
- †Torotix (Cretáceo Superior) - pelecaniforme, charadriiforme, procellariiforme ou phoenicopteriforme
- †Neornithes incerta sedis "Kurochkin 1995" (Cretáceo Superior da Mongólia) - Phalacrocoracidae?
- †Neornithes incerta sedis AMNH FR 25272 (Cretáceo Superior de Converse County, EUA) - Phalacrocoracidae?
- †Neornithes incerta sedis PVPH 237 (Cretáceo Superior de Sierra de Portezuelo, Argentina) - galliforme?
- †Neornithes incerta sedis UCMP 117598 (Hell Creek Cretáceo Superior de Bug Creek West, EUA)
- †Neornithes incerta sedis UCMP 117599 (Cretáceo Superior de Bug Creek West, EUA) - anseriforme?
- †Lonchodytes (Cretáceo Superior/?Paleoceno Inferior) - gaviiforme/pelecaniforme? procellariiform?
- †"Lonchodytes" pterygius (Cretáceo Superior/?Paleoceno Inferior) - charadriiforme?
- †Novacaesareala (Cretáceo Superior/Paleoceno Inferior) - relacionado a Torotix?
- †"Palaeotringa" vetus (Cretáceo Superior de Wyoming - Hornerstown Cretáceo Superior/?Early Palaeocene of New Jersey, EUA) - gruiforme? anseriforme (Presbyornithidae)?
- †Volgavis (Paleoceno Inferior de Volgograd, Rússia) - charadriiforme? phalacrocoraciforme?
- †Eopuffinus (Paleoceno Superior de Zhylga, Cazaquistão) - procellariiform (Procellariidae)?
- †Tshulia (Paleoceno Superior de Zhylga, Cazaquistão)
- †Eupterornis (Paleoceno de Cernay, França) - charadriiforme (larid?)? gaviiforme?
- †Gradiornis (Paleoceno de Walbeck, Alemanha) - Cariamidae?
- †"Messelornis" russelli (Paleoceno de Cernay, França) - messelornithid?
- †Walbeckornis (Paleoceno de Walbeck, Alemanha) - charadriiforme? messelornithid?
- †Argilliornis (Eoceno Inferior da Inglaterra) - procellariiforme (Pelagornithidae?)
- †Argillipes (Eoceno Inferior da Inglaterra) - galliforme?
- †Coturnipes (Eoceno Inferior da Inglaterra, e Virgínia, EUA?) - galliforme, falconiforme?
- †Fluviatitavis (Eoceno Inferior de Silveirinha, Portugal) - charadriiforme?
- †Neanis (Eoceno Inferior) - primobucconid, piciforme?
- †Neptuniavis (Eoceno Inferior da Inglaterra) - Pelagornithidae ou Procellariidae
- †Onychopteryx (Eoceno Inferior da Argentina) - Falconidae? um nomen dubium
- †Paleophasianus (Eoceno Inferior de Bighorn County, EUA) - galliforme (tetraonine ou cracid) ou gruiforme (Aramidae)?
- †Paracathartes (Eoceno Inferior de Centro-oeste dos EUA) - lithornithiforme?
- †Parvigyps (Eoceno Inferior da Inglaterra) - falconiforme?
- †Pediorallus (Eoceno Inferior da Inglaterra) - lithornithiforme ou galliforme?
- †Percolinus (Eoceno Inferior da Inglaterra) - galliforme?
- †"Precursor" (Eoceno Inferior) - várias espécies ? psittaciforme (Pseudasturidae ou Psittacidae) + charadriiforme (Glareolidae)?
- †Procuculus (Eoceno Inferior de Bognor Regis, Inglaterra) - Parvicuculidae? Primobucconidae? relacionado com Primapus?
- †Pulchrapollia (Eoceno Inferior) - incluí "Primobucco" olsoni - psittaciforme (Pseudasturidae ou Psittacidae)?
- †Vastanavis (Eoceno Inferior de Vastan, India) - gruiforme (Otididae)?
- †Neornithes incerta sedis USNM 496384 (Nanjemoy Eoceno Inferior de Virginia, EUA) - Parvicuculidae? Aegithalornithidae?
- †"Green River Palaeognath" USNM 336103 (Green River Early/Eoceno médio)
- †Palaeopsittacus (Early - Eoceno médio do Noroeste Europeu) - caprimulgiform (podargid?) or quercypsittid?
- †Eocathartes (Eoceno médio da Alemanha) - cathartid?
- †Eociconia (Eoceno médio da China) - ciconiiform (ciconiid)?
- †Geiseloceros (Eoceno médio da Alemanha) - coraciiform?
- †Hassiavis (Eoceno médio de Messel, Alemanha) - archaeotrogonid, piciform?
- †Protocypselomorphus (Eoceno médio de Messel, Alemanha) - caprimulgiform, apodiform ou ancestral to both
- †Pumiliornis (Eoceno médio de Messel, Alemanha)
- †Eobalearica (Ferghana Late? Eoceno of Ferghana, Uzbekistan) - gruiforme (gruid)?
- †Ludiortyx (Eoceno Superior) - rallid, quercymegapodid? incluí "Tringa" hoffmanni, "Palaeortyx" blanchardi, "P." hoffmanni
- †Minggangia (Eoceno Superior da China) - rallid, threskiornithid?
- †Petropluvialis (Eoceno Superior da Inglaterra) - pode ser Mesmo que Palaeopapia; anseriforme?
- †"Phasianus" alfhildae (Washakie B Eoceno Superior de Haystack Butte, EUA) - gruiforme, ciconiiform, phoenicopteriform?
- †Talantatos (Eoceno Superior de Paris Bain, França) - gruiforme (Cariamidae, idiornithid?)? Might include Elaphrocnemus and Filholornis
- †Telecrex (Irdin Manha Eoceno Superior de Chimney Butte, Mongolia) - meleagrid ou gruiforme (rallid?)
- †Neornithes incerta sedis AMNH FR 2941 (Irdin Manha Eoceno Superior de Chimney Butte, China) - falconiform (accipitrid)? gruiforme (Eogrus)?
- †"Falco" falconellus (or falconella; Eoceno de Wyoming, EUA) - falconiform (falconid)?
- †"Colymboides" anglicus (Eoceno Superior/Oligoceno Inferior de Hordwell, Inglaterra) - gaviiforme? previously included in Palaeopapia eous
- †Filholornis (Eoceno Superior/Oligoceno Inferior da França) - musophagid, cracid, carimid, idiornithid? Possibly belongs in Talantatos
- †Geranopsis (Hordwell Eoceno Superior - Oligoceno Inferior da Inglaterra) - gruiforme (gruid?) or anseriforme (anseranatid?)?
- †Elaphrocnemus (Quercy Phosphorites Eoceno Superior ?-Oligoceno Médio de Quercy, França) - idiornithid?  Possibly belongs in Talantatos
- †Agnopterus (Eoceno Superior - Oligoceno Superior de Europe) - phoenicopteriform ou anseriforme, incluí "Cygnopterus" lambrechti
- †Plesiocathartes (Eoceno Superior -? Mioceno Inferior do Sudoeste Europeu) - cathartid, leptosomid?
- †Botauroides  (Eoceno de Wyoming, EUA)- coliiform?
- †Aminornis (Deseado Oligoceno Inferior de Rio Deseado, Argentina) - gruiforme (aramid)?
- †Ciconiopsis (Deseado Oligoceno Inferior da Patagonia, Argentina) - ciconiid?
- †Climacarthrus (Deseado Oligoceno Inferior da Argentina) - accipitrid? um nomen dubium
- †Cruschedula (Deseado Oligoceno Inferior de Golfo San Jorge, Argentina) - accipitrid? um nomen dubium
- †Dolicopterus (Oligoceno Inferior de Ronzon, França) - charadriiforme (charadriid)? Not Dolichopterus as sometimes claimed
- †Loncornis (Deseado Oligoceno Inferior de Rio Deseado, Argentina) - gruiforme (aramid)?
- †Loxornis - anatid? (Deseado Oligoceno Inferior de Argentina)
- †Manu (Oligoceno Inferior) - procellariiform (diomedeid)?
- †Palaeocrex (Oligoceno Inferior da Trigonias Quarry, EUA) - rallid?
- †Palaeopapia (Hampstead Oligoceno Inferior da Isle of Wight, Inglaterra) - anseriforme?
- †Paracygnopterus (Oligoceno Inferior da Bélgica e Inglaterra) - anatid?
- †"Pararallus" hassenkampi (Sieblos Dysodil Oligoceno Inferior de Sieblos, Alemanha)
- †Riacama (Deseado Oligoceno Inferior de Argentina) - gruiforme?
- †Smiliornis (Deseado Oligoceno Inferior de Argentina) - gruiforme?
- †Teracus (Oligoceno Inferior da França)
- †Teleornis (Deseado Oligoceno Inferior da Argentina) - anatid?
- †Pseudolarus (Deseado Oligoceno Inferior - Mioceno da Argentina) - gruiforme?
- †Neornithes incerta sedis BMNH PAL 4989 (Hampstead Oligoceno Inferior de Isle of Wight, Inglaterra) - originalmente "Ptenornis" and included in Headonornis; anseriforme?
- †"Anas" creccoides (Early-mid Oligoceno of Bélgica) - anseriforme?
- †"Charadrius" sheppardianus (Florissant Oligoceno Médio de Florissant, EUA) - charadriiforme (charadriid?)
- †Limicorallus (Indricotherium Oligoceno Médio da Chelkar-Teniz, Kazakhstan) - anatid?
- †Megagallinula (Indricotherium Oligoceno Médio da Chelkar-Teniz, Kazakhstan)
- †"Palaeorallus" alienus (Oligoceno Médio de Tatal-Gol, Mongolia) - galliforme?
- †"Vanellus" selysii (Oligoceno Médio de Rupelmonde, Bélgica) - charadriiforme (charadriid)?
- †Anserpica (Oligoceno Superior da França) - gruiforme (gruid?) or anseriforme (anseranatid?)?
- †Gnotornis (Brule Oligoceno Superior da Shannon County, EUA) - gruiforme (aramid)?
- †Tiliornis (Late? Oligoceno da Argentina) - phoenicopteriform? um nomen dubium
- †Neornithes incerta sedis QM F40203 (Oligoceno Superior de Riversleigh, Australia) - gruiforme (rallid)?
- †Gaviella (Oligoceno? de Wyoming, EUA) - gaviiforme? plotopterid?
- †"Anas" skalicensis (Mioceno Inferior de "Skalitz", Czechia) - anseriforme?
- †Chenornis (Mioceno Inferior) - anseriformes (Anatidae) or pelecaniformes (Phalacrocoracidae)?
- †"Propelargus" olseni (Hawthorne Mioceno Inferior de Tallahassee, EUA) - ciconiiform?
- †Neornithes incerta sedis MNHN SA 1259-1263 (Mioceno Inferior/Médio de Sansan, França) - passeriform?
- †Anisolornis (Santa Cruz Mioceno Médio de Karaihen, Argentina) - gruiforme, galliforme, tinamiform?
- †"Ardea" perplexa (Mioceno Médio de Sansan, França) - ardeid? strigiform?
- †"Cygnus herrenthalsi" (Mioceno Médio de Bélgica)
- †"Anas" risgoviensis (Mioceno Superior da Bavaria, Alemanha) - anseriforme?
- †"Ardea" aureliensis (Mioceno Superior da França) - ardeid?
- †Eoneornis (Mioceno of Argentina)- anatid? um nomen dubium
- †Eutelornis (Mioceno of Argentina) - anatid?
- †Protibis (Mioceno of Argentina) - ciconiiform (threskiornithid)?
- †"Limnatornis" paludicola (Mioceno da França) - coliid? phoeniculid?
- †"Picus" gaudryi (Mioceno da França) - piciform?
- †"Ardea" lignitum (Plioceno Superior da Alemanha) - ardeid? strigid (genus Bubo)?
- †"Gavia" portisi (Plioceno Superior de Orciano Pisano, Italy) - gaviiforme? um nomen dubium
- †Bathoceleus (Plioceno of New Providence, Bahamas) - picid?
- †"Homalopus" - piciform? Preoccupied by a subgenus of Cryptocephalus leaf beetles described in 1835.
- †Juncitarsus - phoenicopteriform?
- †Kashinia - phoenicopteriform?
- †"Liptornis" - pelecaniforme (pelecanid)? um nomen dubium
- †Pseudocrypturus - lithornithiform?
- †Archaeotrogonidae - basal Cypselomorphae?
  - Archaeotrogonidae gen. et sp. indet. (Eoceno Inferior)
  - Archaeotrogon (Eoceno Superior/Oligoceno Inferior)
- †Cladornithidae - pelecaniforme?
  - Cladornis (Deseado Oligoceno Inferior da Patagonia, Argentina)
- †Eleutherornithidae
  - Eleutherornis
  - Proceriavis
- †Eocypselidae - apodiform (hemiprocnid?)? caprimulgiform? basal Cypselomorphae?
  - Eocypselus (Paleoceno Superior ?- Eoceno Inferior de NC Europe)
- †Eremopezidae - ratites?
  - Eremopezus (Eoceno Superior de North Africa) - incluí Stromeria
- †Foratidae - cuculiform?
  - Foro (Eoceno Inferior)
- †Fluvioviridavidae
  - Fluvioviridavis (Green River Eoceno Inferior da América do Norte)
  - Eurofluvioviridavis (Eoceno médio de Messel, Alemanha)
- †Gracilitarsidae - close to Sylphornithidae?
  - Eutreptodactylus (Paleoceno Superior do Brasil) - um nomen dubium
  - Gracilitarsus (Eoceno médio de Messel, Alemanha)
- †Halcyornithidae - psittaciform (pseudasturid?), coraciiform?
  - Halcyornis (London Clay Eoceno Inferior da Inglaterra)
- †Laornithidae - charadriiforme? gruiforme?
  - Laornis (Cretáceo Superior?)
- †Messelasturidae - accipitrid? basal to Strigiformes?
  - Tynskya (Eoceno Inferior da América do Norte e Inglaterra)
  - Messelastur (Eoceno médio de Messel, Alemanha)
- †Palaeospizidae - passeriform? coraciiform?
  - Palaeospiza (Eoceno Superior de Florissant Fossil Beds, EUA)
- †Parvicuculidae - cypselomorph, cuculiform, primobucconid?
  - Parvicuculus (Eoceno Inferior do Noroeste Europeu)
- †Remiornithidae (Paleocene da França) - palaeognath?
  - Remiornis
- †Sylphornithidae - cuculiform? coraciiform? close to Gracilitarsidae?
  - Sylphornis (Eoceno médio da França)
  - Oligosylphe (Borgloon Oligoceno Inferior de Hoogbutsel, Bélgica)
- †Tytthostonygidae - procellariiform, pelecaniforme?
  - Tytthostonyx (Cretáceo Superior/Early Palaeocene)
- †Zygodactylidae - near passerine, incluí Primoscenidae
  - Zygodactylus (Oligoceno Inferior - Middle? Mioceno of C Europe)
  - Primoscens
  - Primozygodactylus
- †"Graculavidae" - a paraphyletic form taxon, the "transitional shorebirds"
  - Graculavus (Cretáceo Superior -? Early Palaeocene) - charadriiforme?
  - Palaeotringa (Cretáceo Superior/Early Palaeocene) - charadriiforme?
  - Telmatornis (Cretáceo Superior?) - charadriiforme? gruiforme? podicipediform?
  - Zhylgaia (Early Paleocene) - Presbyornithidae?
  - Scaniornis (Early/Middle Paleocene) - phoenicopteriform?
  - Dakotornis (Paleocene of North Dakota, EUA)
  - Posicionamento não resolvido 
    - "Graculavidae" gen. et sp. indet. (Gloucester County, EUA)

### Struthioniformes
- Posicionamento não resolvido 
  - †Diogenornis (Paleoceno Superior) - rheid?
  - †Opisthodactylus (Mioceno) - rheid?
- Casuariidae
  - †Emuarius (Oligoceno Superior - Mioceno Superior) - originalmente Dromaius
  - Gêneros existentes presentes no registro fóssil 
    - Dromaius (Mioceno Médio - Recente)
    - Casuarius
- Rheidae
  - †Heterorhea (Plioceno)
  - †Hinasuri
- †Aepyornithidae
  - Mullerornis
- Struthionidae
  - †Palaeotis (Eoceno Médio) - incluí Palaeogrus geiseltalensis
  - Gêneros existentes presentes no registro fóssil 
    - Struthio (Mioceno Inferior - Recente)

### Lithornithiformes
- Lithornithidae
  - Promusophaga (Eoceno Inferior)
  - Lithornis (Paleoceno - Eoceno Inferior)

### Tinamiformes
- Tinamidae
  - †Querandiornis (Ensenada Early/Pleistoceno Médio de Argentina)
  - Posicionamento não resolvido 
    - Tinamidae gen. et sp. indet. MACN-SC Fleagle Collection (Mioceno Inferior - Meio of S Argentina) - at least 2 species

  - Prehistoric species of extant genera
    - Eudromia sp. (Mioceno Superior de La Pampa Province, Argentina)
    - Eudromia olsoni (Plioceno Superior de Buenos Aires Province, Argentina)
    - Nothura parvula (Plioceno Superior de Buenos Aires Province, Argentina) - originalmente Cayeornis
    - Eudromia intermedia (Plioceno of Argentina) - originalmente Tinamisornis
    - Nothura paludosa (Pleistoceno de Argentina)

### anseriformes
- Basal e unresolved forms

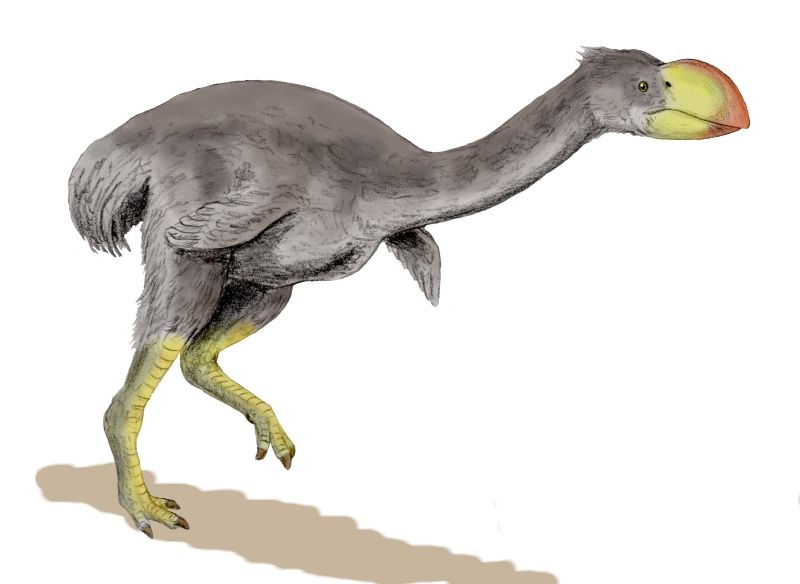
Dromornis

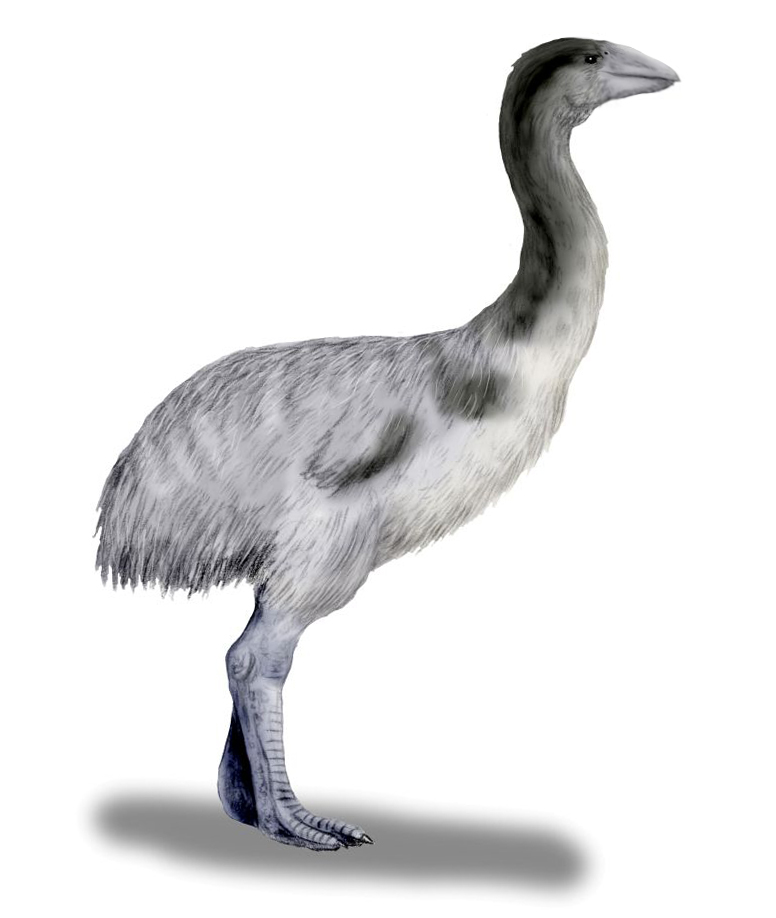
Genyornis

  - †Vegavis (Cretáceo Superior) - closer to Presbyornithidae e Anatidae than to Anseranatidae
  - †Anatalavis (Cretáceo Superior/Early Paleocene - Eoceno Inferior) - anseranatid ou basal. incluí "Telmatornis" rex.
  - †Romainvillia (Eoceno Superior/Oligoceno Inferior) - Anseranatidae ou Anatidae
  - †Proherodius (Eoceno Inferior) - Presbyornithidae?
  - †Paranyroca (Mioceno Inferior) - Anatidae ou own family?
- Anhimidae - Screamers
  - †Chaunoides
- †Dromornithidae - The Australian mihirungs or "demon ducks". The youngest genus (Genyornis) was encountered by humans.
  - Barawertornis (Oligoceno Superior - Mioceno Inferior)
  - Bullockornis (Mioceno Médio)
  - Ilbandornis (Mioceno Superior)
  - Dromornis (Mioceno Superior - Plioceno)
- Anseranatidae
  - Anseranatidae gen. et sp. nov (Oligoceno Superior)
- †Presbyornithidae
  - Presbyornis (Paleocene - Oligoceno Inferior)
  - Headonornis - only BMNH PAL 30325 belongs to this bird, pode serlong to Presbyornis.
  - Telmabates
- Anatidae
  - †Eonessa (Eoceno)
  - †Cygnavus (Oligoceno Inferior - Mioceno Inferior)
  - †Cygnopterus (Oligoceno Médio - Mioceno Inferior) - sometimes included in Cygnavus
  - †Guguschia (Oligoceno)
  - †Mionetta (Oligoceno Superior - Mioceno Inferior) - incluí "Anas" blanchardi, "A." consobrina, "A." natator
  - †Dunstanetta (Mioceno Inferior/Médio)
  - †Manuherikia (Mioceno Inferior/Médio)
  - †Matanas (Mioceno Inferior/Médio)
  - †Miotadorna (Mioceno Inferior/Médio)
  - †Megalodytes (Mioceno Médio)
  - †Sinanas (Mioceno Médio)
  - †Anserobranta (Mioceno Superior) - incluí "Anas" robusta, validity doubtful
  - †Dendrochen (Mioceno Superior) - incluí "Anas" integra
  - †Presbychen (Mioceno Superior)
  - †Afrocygnus (Mioceno Superior - Plioceno Inferior)
  - †Balcanas (Plioceno Inferior) - pode serlong in 'Tadorna
  - †Wasonaka (Plioceno Médio)
  - †Paracygnus (Plioceno Superior)
  - †Anabernicula (Plioceno Superior? - Pleistoceno Superior)
  - †Eremochen (Plioceno)
  - †Tirarinetta (Plioceno)
  - †Brantadorna (Pleistoceno Médio)
  - †Nannonetta (Pleistoceno Superior de Peru)
  - †Aldabranas (Pleistoceno Superior)
  - Posicionamento não resolvido 
    - "Anas" luederitzensis (Kalahari Mioceno Inferior de Lüderitzbucht, Namibia)
    - "Oxura" doksana (Mioceno Inferior)
    - Anatidae gen. et sp. indet. MNZ S42797 (Mioceno Inferior/Médio)
    - "Aythya" chauvirae (Mioceno Médio) - 2 species
    - "cf. Megalodytes" (Mioceno Médio)
    - Anatidae gen. et sp. indet. (Mioceno Médio) - several species
    - "Anas" meyerii (Mioceno Médio)
    - "Anas" velox (Middle - Late? Mioceno) - may include "A." meyerii
    - "Anas" albae (Mioceno Superior de Polgárdi, Hungria ) - originalmente in Mergus
    - "Anas" isarensis (Mioceno Superior de Aumeister, Alemanha)
    - Anatidae gen. et sp. indet. (Mioceno Superior)
    - "Anas" eppelsheimensis (Plioceno Inferior de Eppelsheim, Alemanha)
    - "Chenopis" nanus (Pleistocene) - at least 2 taxa, pode ser living species

  - Gêneros existentes e recentemente extintos presentes no registro fóssil 
    - Somateria (Oligoceno Médio? - Recente)
    - Bucephala (Mioceno Médio - Recente)
    - Clangula (Mioceno Médio - Recente)
    - Cygnus (Mioceno Superior - Recente)
    - Histrionicus (Mioceno Médio - Recente) - incluí Ocyplonessa
    - Mergus (Mioceno Médio - Recente)
    - Anas (Mioceno Superior - Recente)
    - Anser (Mioceno Superior - Recente) - incluí Heterochen
    - Aythya (Mioceno Superior - Recente)
    - Branta (Mioceno Superior - Recente)
    - Oxyura (Plioceno Superior/Pleistoceno Inferior - Recente)
    - Chendytes (Pleistoceno Inferior - Holoceno)
    - Lophodytes (Pleistoceno Superior - Recente)
    - Neochen (Pleistoceno Superior - Recente)

### galliformes
- Posicionamento não resolvido 
  - †Austinornis (Cretáceo Superior) - tentatively placed here; originalmente Graculavus/Ichthyornis/Pedioecetes lentus
  - †Procrax (Eoceno médio? - Oligoceno Inferior) - cracid? gallinuloidid?
  - †Palaeortyx (Eoceno médio -? Plioceno Inferior) - phasianid ou odontophorid
  - †Palaeonossax (Oligoceno Superior) - cracid?
  - †Taoperdix (Oligoceno Superior) - gallinuloidid? incluí "Tetrao" pessieti
  - †Archaealectrornis (Oligoceno) - phasianid?
  - †galliformes gen. et sp. indet. MCZ 342506 (Oligoceno) - originalmente in Gallinuloides; phasianid?
  - †Archaeophasianus (Oligoceno? - Mioceno Superior) - tetraonid ou phasianid
  - †Palaealectoris (Mioceno Inferior) - tetraonid?
  - †Linquornis (middle Mioceno)
  - †Palaeoalectoris (middle Mioceno)
  - †Shandongornis (middle Mioceno)
  - †"Cyrtonyx" tedfordi (Mioceno Superior)
- †Gallinuloididae
  - Gallinuloides (Early/Eoceno médio)
  - Paraortygoides (London Clay Eoceno Inferior de Walton-on-the-Naze, Inglaterra - Eoceno médio de Messel, Alemanha)
- †Paraortygidae
  - Pirortyx
  - Paraortyx
- †Quercymegapodiidae
  - Quercymegapodius (Eoceno médio - Oligoceno Inferior)
  - Taubacrex (Oligoceno Superior/Mioceno Inferior do Brasil)
  - Ameripodius (Oligoceno Superior - Mioceno Inferior do Brasil e França)
- Megapodidae - Megapodes
  - †Ngawupodius
  - Prehistoric species of extant genera
    - Leipoa gallinacea - originalmente Chosornis, Palaeopelargus, Progura
- Cracidae
  - †Boreortalis (Mioceno Inferior) - pode ser Mesmo que Ortalis
  - Gêneros existentes presentes no registro fóssil 
    - Ortalis (Mioceno Inferior - Recente)
- Phasianidae - Pheasants, quails, partridges, grouse and turkeys
  - †Amitabha (Bridger Eoceno médio de Forbidden City, EUA)
  - †Schaubortyx (Eoceno médio - Oligoceno Inferior)
  - †Rhegminornis (Mioceno Inferior de Bell, EUA)
  - †Proagriocharis (Kimball Mioceno Superior/Plioceno Inferior de Lime Creek, EUA)
  - †Chauvireria (Plioceno Superior de Varshets, Bulgaria)
  - †Palaeocryptonyx (Plioceno Superior do Sudoeste Europeu) - including "Francolinus" minor, "F." subfrancolinus
  - †Miogallus
  - †Miophasianus
  - †Palaeoperdix
  - †Pliogallus
  - †Plioperdix
  - Posicionamento não resolvido 
    - "Tympanuchus" stirtoni (Mioceno Inferior de South Dakota)
    - Tetraoninae gen. et sp. indet. (Sajóvölgyi Mioceno Médio de Mátraszõlõs, Hungria )
    - Meleagridae gen. et sp. indet. (Mioceno Superior de Westmoreland County, EUA)
    - "Tympanuchus" lulli (Pleistoceno? de Nova Jersey)

  - Gêneros existentes presentes no registro fóssil 
    - Coturnix (Oligoceno Superior - Recente)
    - Bambusicola (Mioceno Superior - Recente)
    - Phasianus (Mioceno Superior)
    - Gallus (Mioceno Superior/Plioceno Inferior - Recente)
    - Lagopus (Plioceno (Inferior?) - Recente)
    - Meleagris (Plioceno Inferior - Recente)
    - Pavo (Plioceno Inferior - Recente)
    - Tetrao (Plioceno Inferior - Recente)
    - Francolinus (Plioceno Superior - Recente)
    - Perdix (Pleistoceno Inferior - Recente)
    - Bonasa (Pleistoceno Inferior/Médio - Recente)
    - Dendragapus (Pleistoceno Superior - Recente)
    - Alectoris
- Odontophoridae
  - †Nanortyx (Cypress Hills Oligoceno Inferior de North Calf Creek, Canada)
  - †Miortyx (Rosebud Mioceno Inferior de Flint Hill, EUA)
  - †Neortyx (Pleistoceno Inferior de Reddick, EUA)
  - Posicionamento não resolvido 
    - †Odontophoridae gen. et sp. indet. KUVP 9393 (White River Early/Oligoceno Médio de Logan County, EUA)

  - Prehistoric species of extant genera
    - Cyrtonyx cooki (Mioceno Superior? of Upper Sheep Creek, EUA)
    - Callipepla? shotwelli (Plioceno Médio de McKay Reservoir, EUA) - originalmente Lophortyx
    - Colinus hibbardi (Rexroad Plioceno Superior de Rexroad, EUA)
    - Colinus sp. (Plioceno Superior de Benson, EUA)
    - Colinus suilium (Pleistoceno Inferior de Sudeste dos EUA)
    - Dendrortyx? sp. (Pleistoceno Superior da Caverna San Josecito, México)

### charadriiformes
- Basal e unresolved taxa
  - †charadriiformes gen. et sp. indet. (Cretáceo Superior) - burhinid? basal?
  - †"Morsoravis" (Paleoceno Superior/Eoceno Inferior) - um nomen nudum?
  - †Jiliniornis (Eoceno médio) - charadriid?
  - †Boutersemia (Oligoceno Inferior) - glareolid?
  - †Turnipax (Oligoceno Inferior) - turnicid?
  - †Elorius (Mioceno Inferior)
  - †"Larus" desnoyersii (Mioceno Inferior de SE França) - larid? stercorarid?
  - †"Larus" pristinus (John Day Mioceno Inferior de Willow Creek, EUA) - larid?
  - †charadriiformes gen. et spp. indet. (Mioceno Inferior/Médio) - several species, 1 probably larid
  - †charadriiformes gen. et sp. indet. (Mioceno Médio)
  - †"Totanus" teruelensis (Mioceno Superior de Los Mansuetos, Espanha) - scolopacid? larid?
  - †"Actitis" balcanica (Plioceno Superior de Varshets, Bulgaria) - scolopacid? charadriid?
- Scolopacidae - Waders e snipes
  - †Paractitis (Oligoceno Inferior)
  - Posicionamento não resolvido 
    - Scolopacidae gen. et sp. indet. (Middle - Mioceno Superior)
    - Scolopacidae gen. et sp. indet. (Plioceno Inferior)

  - Gêneros existentes presentes no registro fóssil 
    - Limosa (Eoceno Superior? - Recente)
    - Tringa (Eoceno Superior/Oligoceno Inferior? - Recente) - incluí Totanus
    - Gallinago (Mioceno Superior/Plioceno Inferior - Recente)
    - Scolopax (Early/Plioceno Médio? - Recente)
    - Phalaropus (Plioceno Médio - Recente)
    - Actitis (Plioceno Superior - Recente)
    - Numenius (Pleistoceno Superior - Recente) - incluí Palnumenius
- Jacanidae
  - †Nupharanassa (Oligoceno Inferior)
  - †Janipes
  - Prehistoric species of extant genera
    - †Jacana farrandi
- Laridae
  - †Laridae gen. et sp. indet. (Oligoceno Inferior)
  - †Laricola (Oligoceno Superior/Mioceno Inferior) - Laridae? Originalmente "Larus" elegans and "L." totanoides
  - †Gaviota (Middle/Mioceno Superior)
  - Gêneros existentes presentes no registro fóssil 
    - Larus (Mioceno Médio - Recente)
- Alcidae
  - †Hydrotherikornis (Eoceno Superior de Oregon, EUA)
  - †Petralca (Early ?- Oligoceno Superior de Austria)
  - †Miocepphus (Mioceno Médio de CE EUA)
  - †Alcodes (Mioceno Superior de Orange County, EUA)
  - †Praemancalla (Mioceno Superior - Plioceno Inferior de Orange County, EUA)
  - †Mancalla (Mioceno Superior - Pleistoceno Inferior de W North America)
  - Gêneros existentes presentes no registro fóssil 
    - Cepphus (Mioceno Superior - Recente)
    - Cerorhinca (Mioceno Superior - Recente)
    - Uria (Mioceno Superior - Recente)
    - Aethia  (Mioceno Superior - Recente)
    - Alca (Mioceno Superior/Plioceno Inferior - Recente)
    - Synthliboramphus (Mioceno Superior/Plioceno Inferior - Recente)
    - Fratercula (Plioceno Inferior - Recente)
    - Pinguinus (Plioceno Inferior - Recente)
    - Brachyramphus (Plioceno Superior - Recente)
    - Ptychoramphus (Plioceno Superior - Recente)
- Stercorariidae
  - Prehistoric species of extant genera
    - Stercorarius sp. (Mioceno Médio)
    - Stercorarius shufeldti (Fossil Lake Pleistoceno Médio de Centro-oeste dos EUA)
    - Prehistoric subspecies of extant species
      - Stercorarius pomarinus philippi
- Glareolidae
  - †Paractiornis (Agate Fossil Beds Mioceno Inferior de Sioux County, EUA)
  - †Mioglareola (Mioceno Inferior de Czechia) - originalmente "Larus" dolnicensis
  - Prehistoric species of extant genera
    - Glareola neogena
- Burhinidae
  - Prehistoric species of extant genera
    - Burhinus lucorum (Mioceno Inferior)
    - Burhinus aquilonaris
    - Burhinus sp. (Cuba, West Indies)
    - Burhinus sp. (Pleistoceno Superior de Las Higueruelas, Espanha)
    - Prehistoric subspecies of extant species
      - Burhinus bistriatus nanus
- Charadriidae
  - †Limicolavis (John Day Mioceno Inferior de Malheur County, EUA)
  - †Viator (Pleistoceno Superior de Talara, Peru) - pode ser sinônimo de  Vanellus (or Belanopteryx if valid)
  - Gêneros existentes presentes no registro fóssil 
    - Vanellus (Middle/Pleistoceno Superior - Recente) - incluí Belanopteryx

  - Espécies pré-históricas adicionais de gêneros existentes
    - Oreopholus orcesi
- Recurvirostridae
  - Gêneros existentes presentes no registro fóssil 
    - Himantopus (Mioceno Superior - Recente)

  - Espécies pré-históricas adicionais de gêneros existentes
    - Recurvirostra sanctaeneboulae

### Gastornithiformes
- Gastornithidae
  - Gastornis (Paleoceno Superior - Eoceno médio) - incluí Diatryma
  - Gasthornithidae gen. et sp. indet. (Paleocene) - possível Gastornis
  - Gasthornithidae gen. et sp. indet. YPM PU 13258 (Eoceno Inferior) - possível juvenile Gastornis giganteus
  - "Diatryma" cotei (middle-Eoceno Superior)
  - Zhongyuanus

### Gruiformes
- Posicionamento não resolvido 
  - †Propelargus (Eoceno Superior/Oligoceno Inferior) - Cariamidae ou idiornithid
  - †Rupelrallus (Oligoceno Inferior) - rallid? parvigruid?
  - †Badistornis (Oligoceno Médio) - aramid?
  - †Probalearica (Oligoceno Superior? - Plioceno Médio) - gruid? um nomen dubium?
  - †"gruiformes" gen. et sp. indet. MNZ S42623 (Mioceno Inferior/Médio) - Aptornithidae?
  - †Aramornis (Mioceno Médio) - gruid? aramid?
  - †Euryonotus (Pleistocene) - rallid?
  - †Occitaniavis - Cariamidae ou idiornithid, incluí Geranopsis elatus
- †Parvigruidae
  - Parvigrus (Oligoceno Inferior de Pichovet, França)
- †Songziidae - possível um nomen nudum
  - Songzia (Eoceno) - possível um nomen nudum
- Rallidae - Rails
  - †Eocrex (Eoceno Inferior)
  - †Palaeorallus (Eoceno Inferior)
  - †Parvirallus (Early - Eoceno médio)
  - †Aletornis (Eoceno médio) - incluí Protogrus
  - †Fulicaletornis (Eoceno médio)
  - †Latipons (Eoceno médio)
  - †Ibidopsis (Eoceno Superior)
  - †Quercyrallus (Eoceno Superior -? Oligoceno Superior)
  - †Belgirallus (Oligoceno Inferior)
  - †Rallicrex (Middle/Oligoceno Superior)
  - †Palaeoaramides (Oligoceno Superior/Mioceno Inferior - Mioceno Superior)
  - †Paraortygometra (Oligoceno Superior/?Mioceno Inferior -? Mioceno Médio)
  - †Pararallus (Oligoceno Superior? - Mioceno Superior) - possível pertence a Palaeoaramides
  - †Miofulica (Mioceno Médio)
  - †Youngornis (Mioceno Médio)
  - †Miorallus (Middle - Mioceno Superior)
  - †Creccoides (Plioceno Superior/Pleistoceno Inferior)
  - Posicionamento não resolvido 
    - Rallidae gen. et sp. indet. (Oligoceno Superior)
    - Rallidae gen. et spp. indet. (Mioceno Inferior/Médio) - several species
    - Rallidae gen. et sp. indet. (Mioceno Médio)
    - Rallidae gen. et sp. indet. (Mioceno Superior)
    - Rallidae gen. et sp. indet. UMMP V55013/-14; UMMP V55012/V45750/V45746 (Plioceno Superior)
    - Rallidae gen. et sp. indet. UMMP V29080 (Plioceno Superior)
    - Rallidae gen. et sp. indet. (Bermuda, West Atlantic)

  - Gêneros existentes presentes no registro fóssil 
    - Gallinula (Oligoceno Superior - Recente)
    - Rallus (Mioceno Médio - Recente) - incluí Epirallus
    - Porzana (Middle? Mioceno - Recente)
    - Fulica (Plioceno Inferior - Recente)

  - Espécies pré-históricas adicionais de gêneros existentes
    - Coturnicops avita (Glenns Ferry Plioceno Superior de Hagerman, EUA)
    - Laterallus insignis (Rexroad Plioceno Superior de Rexroad, EUA)
    - Laterallus sp. (Plioceno Superior de Macasphalt Shell Pit, EUA)
- †Eogruidae
  - Eogrus (Irdin Manha Middle/Eoceno Superior - Tung Gur Mioceno Superior/Plioceno Inferior de Mongolia)
  - Sonogrus (Ergilin Dzo Eoceno Superior/Oligoceno Inferior de Khor Dzan, Mongolia)
- †Ergilornithidae - pode serlong in Eogruidae
  - Ergilornis (Early/Oligoceno Médio de Ergil-Obo, Mongolia)
  - Proergilornis (Early/Oligoceno Médio de Ergil-Obo, Mongolia)
  - Amphipelargus
  - Urmiornis - pode serlong into Amphipelargus
- Gruidae
  - †Palaeogrus (Eoceno médio da Alemanha e Italy - Mioceno Médio da França)
  - †Camusia (Mioceno Superior de Menorca, Mediterranean)
  - †Pliogrus (Plioceno Inferior de Eppelsheim, Alemanha)
  - Posicionamento não resolvido 
    - Gruidae gen. et sp. indet. - originalmente Grus conferta (Mioceno Superior/Plioceno Inferior de Contra Costa County, EUA)

  - Gêneros existentes presentes no registro fóssil 
    - Balearica (Mioceno Inferior - Recente) - incluí Basityto and Grus excelsa/Ornithocnemis excelsus
    - Grus (Middle/Mioceno Superior - Recente)
- †Messelornithidae - Messel-birds
  - Itardiornis
  - Messelornis
- †Salmilidae
  - Salmila
- †Ameghinornithidae
  - Strigogyps - probably incluí Aenigmavis and Ameghinornis
- †Geranoididae
  - Eogeranoides (Willwood Eoceno Inferior de Foster Gulch, EUA)
  - Geranoides (Willwood Eoceno Inferior de South Elk Creek, EUA)
  - Palaeophasianus (Willwood Eoceno Inferior de Bighorn County, EUA)
  - Paragrus (Eoceno Inferior de Centro-oeste dos EUA)
  - Geranodornis (Bridger Eoceno médio de Church Buttes, EUA)
- †Bathornithidae
  - Eutreptornis (Uinta Eoceno Superior de Ouray Agency, EUA)
  - Neocathartes (Eoceno Superior)
  - Palaeogyps (Oligoceno Inferior de WC North America)
  - Bathornithidae gen. nov. (Early - Oligoceno Médio de C EUA) - originalmente Bathornis celeripes and B. cursor
  - Paracrax (Early/Oligoceno Médio de Gerry's Ranch, EUA - Brule Oligoceno Superior de South Dakota, EUA) - incluí Oligocorax/Phalacrocorax mediterraneus
  - Bathornis (Oligoceno Inferior - Mioceno Inferior de C EUA)

- †Idiornithidae

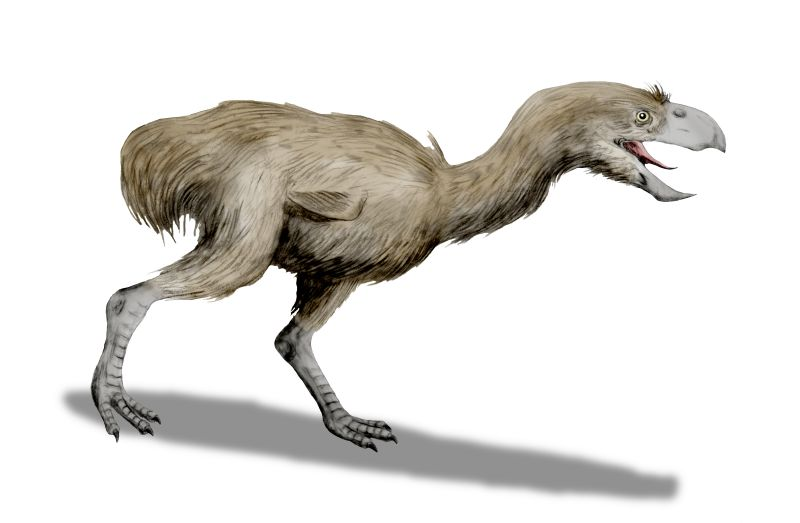
Paraphysornis

  - Idiornis (Eoceno médio de Messel, Alemanha ?- Quercy Phosphorites Oligoceno Médio de Quercy, França)
  - Gypsornis (Montmartre Eoceno Superior de Montmartre, França)
  - Oblitavis
- †Phorusrhacidae
  - Paleopsilopterus (Middle Paleocene)
  - Andrewsornis (Oligoceno Médio - Superior)
  - Physornis (Oligoceno Médio - Superior)
  - Psilopterus (Oligoceno Médio - Mioceno Superior)
  - Paraphysornis (Oligoceno Superior/Mioceno Inferior)
  - Brontornis (Mioceno Inferior - Meio)
  - Patagornis (Mioceno Inferior - Meio)
  - Phorusrhacos (Mioceno Inferior - Meio)
  - Andalgalornis (Mioceno Superior - Plioceno Inferior)
  - Devincenzia (Mioceno Superior - Plioceno Inferior)
  - Procariama (Mioceno Superior - Plioceno Inferior)
  - Mesembriornis (Mioceno Superior - Plioceno Superior)
  - Titanis (Plioceno Inferior - Superior)
- Cariamidae
  - Prehistoric species of extant genera
    - Chunga incerta
- Otididae
  - †Gryzaja
  - Prehistoric species of extant genera
    - Otis khosatzkii (Plioceno Superior de Varshets, Bulgaria)
    - Chlamydotis affinis

### Phoenicopteriformes
- Posicionamento não resolvido 
  - †Phoeniconotius (Etadunna Oligoceno Superior/Mioceno Inferior de Lake Pitikanta, Australia)
- †Palaelodidae
  - Adelalopus  (Borgloon Oligoceno Inferior de Hoogbutsel, Bélgica)
  - Palaelodus (Oligoceno Médio -? Pleistoceno Médio)
  - Megapaloelodus (Oligoceno Superior - Plioceno Inferior)
- Phoenicopteridae
  - †Elornis (Middle? Eoceno - Oligoceno Inferior) - incluí Actiornis
  - Posicionamento não resolvido 
    - Phoenicopteridae gen. et sp. indet. (Middle? - Mioceno Superior)

  - Gêneros existentes presentes no registro fóssil 
    - Phoenicopterus (Oligoceno Médio - Recente)

### Podicipediformes
- Podicipedidae
  - †Miobaptus (Mioceno Inferior)
  - †Thiornis (Mioceno Superior -? Plioceno Inferior)
  - †Pliolymbus (Plioceno Superior - Pleistoceno (Inferior?))
  - Posicionamento não resolvido 
    - Podicipedidae gen. et sp. indet. (Plioceno Superior) - originalmente included in Podiceps parvus
    - Podicipedidae gen. et sp. indet. UMMP 49592, 52261, 51848, 52276, KUVP 4484 (Plioceno Superior)
    - Podicipedidae gen. et sp. indet. (Plioceno Superior/Pleistoceno Inferior)

  - Gêneros existentes presentes no registro fóssil 
    - Podiceps (Oligoceno Superior/Mioceno Inferior - Recente)
    - Aechmophorus (Plioceno Superior - Recente)
    - Podilymbus (Plioceno Superior - Recente)

### Ciconiiformes
- Posicionamento não resolvido 
  - †Proplegadis (London Clay Eoceno Inferior da Inglaterra) - Threskiornithidae?
  - †"Teratornis" olsoni - Teratornithidae?
- Ardeidae
  - †Calcardea (Paleocene)
  - †Proardea (Eoceno Superior ?- Oligoceno Superior)
  - †Xenerodiops (Oligoceno Inferior)
  - †Zeltornis (Mioceno Inferior)
  - †Ardeagradis
  - †Proardeola - possível Mesmo que Proardea
  - Posicionamento não resolvido 
    - "Anas" basaltica (Oligoceno Superior)

  - Gêneros existentes presentes no registro fóssil 
    - Nycticorax (Oligoceno Inferior - Recente)
    - Ardea (Mioceno Médio - Recente)
    - Egretta (Mioceno Superior/Plioceno Inferior - Recente)
    - Butorides (Pleistoceno Inferior - Recente)
    - Botaurus
- Scopidae
  - Prehistoric species of extant genera
    - Scopus xenopus
- Threskiornithidae
  - †Threskiornithidae gen. et sp. indet. NMMP-KU 1301 (Pondaung Eoceno médio de Paukkaung, Myanmar) - Threskiornithidae?
  - †Rhynchaeites (Eoceno médio de Messel, Alemanha) - including Plumumida
  - Gêneros existentes presentes no registro fóssil 
    - Geronticus (Mioceno Médio - Recente)

  - Espécies pré-históricas adicionais de gêneros existentes
    - Platalea tiangangensis (Xiacaowan Mioceno Médio de Sihong, China)
    - Plegadis paganus (Oligoceno Superior/Mioceno Inferior da França) - originalmente Eudocimus, including Milnea
    - Plegadis gracilis (Plioceno Superior de Centro-oeste dos EUA)
    - Plegadis pharangites (Plioceno Superior de Centro-oeste dos EUA)
    - Theristicus wetmorei (Pleistoceno Superior de Peru)
    - Eudocimus leiseyi (Pleistoceno Inferior de Florida)
    - Eudocimus peruvianus (Pleistoceno Superior de Peru; pode ser living species)
    - Eudocimus sp. (Plioceno Médio da Florida)

- †Teratornithidae - Teratorns
  - Argentavis (Mioceno Superior)

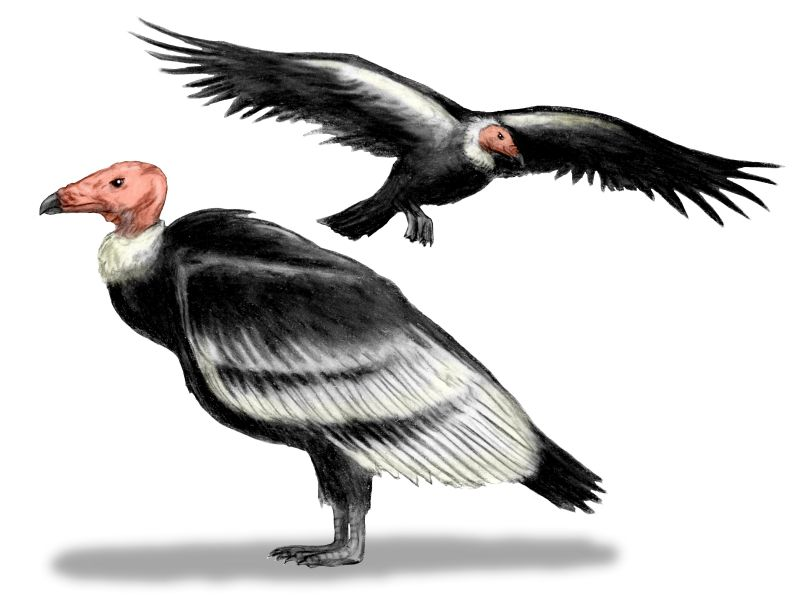
Teratornis

  - Aiolornis (Plioceno Inferior - Pleistoceno Superior)
  - Cathartornis
  - Teratornis (Pleistoceno Inferior - Pleistoceno Superior)
- Cathartidae
  - †Diatropornis (Eoceno Superior/Oligoceno Inferior -? Oligoceno Médio)
  - †Phasmagyps (Oligoceno Inferior)
  - †Brasilogyps (Oligoceno Superior - Mioceno Inferior)
  - †Hadrogyps (Mioceno Médio)
  - †Pliogyps (Mioceno Superior - Plioceno Superior)
  - †Perugyps (Mioceno Superior/Plioceno Inferior)
  - †Dryornis (Plioceno (Inferior-Superior?)) - pode pertencer ao gênero moderno Vultur
  - †Aizenogyps (Plioceno Superior)
  - †Breagyps (Pleistoceno Superior)
  - †Geronogyps (Pleistoceno Superior)
  - †Wingegyps (Pleistoceno Superior)
  - †Parasarcoramphus
  - Posicionamento não resolvido 
    - Cathartidae gen. et sp. indet. (Oligoceno Superior de Mongolia)
    - Cathartidae gen. et sp. indet. (Mioceno Superior/Plioceno Inferior de Lee Creek Mine, EUA)
    - Cathartidae gen. et sp. indet. (Plioceno Médio da Argentina)
    - Cathartidae gen. et sp. indet. (Cuba)

  - Gêneros existentes presentes no registro fóssil 
    - Sarcoramphus (Plioceno Médio ?- Recente)
    - Gymnogyps (Pleistoceno Inferior - Recente)
    - Vultur (Plioceno - Recente) - distinctiveness disputed
- Balaenicipitidae - Shoebills
  - †Goliathia (Eoceno Superior/Oligoceno Inferior de Egito)
  - †Paludavis (Mioceno Superior de Tunisia e Pakistan)
- Ciconiidae
  - †Palaeoephippiorhynchus (Oligoceno Inferior de Fayyum, Egito)
  - †Grallavis (Mioceno Inferior de Saint-Gérand-le-Puy, França, e Djebel Zelten, Líbia) - pode ser Mesmo que Prociconia
  - †Prociconia (Pleistoceno Superior do Brasil) - pode pertencer ao gênero moderno Jabiru ou Ciconia
  - †Pelargosteon (Pleistoceno Inferior)
  - Posicionamento não resolvido 
    - Ciconiidae gen. et sp. indet. - originalmente Aquilavus/Cygnus bilinicus (Mioceno Inferior)
    - Ciconiidae gen. et sp. indet. (Mioceno Superior)
    - cf. Leptoptilos gen. et sp. indet. - originalmente L. siwalicensis (Mioceno Superior? - Plioceno Superior)
    - Ciconiidae gen. et sp. indet. (Pleistoceno Superior) - Ciconia or Mycteria?

  - Gêneros existentes presentes no registro fóssil 
    - Ciconia (Mioceno Inferior? - Recente) - incluí Xenorhynchus
    - Mycteria (Mioceno Médio - Recente)
    - Ephippiorhynchus (Mioceno Superior - Recente)
    - Leptoptilos (Mioceno Superior - Recente) - incluí Cryptociconia
    - Jabiru (Plioceno Inferior - Recente)

### pelecaniformes
- Basal e unresolved forms
  - †"Sula" ronzoni (Oligoceno Inferior de Ronzon, França) - originalmente Mergus and Prophalacrocorax
- †Prophaethontidae
  - Lithoptila (Paleoceno Superior - Eoceno Inferior de Ouled Abdoun Basin, Morocco)
  - Prophaethon (Paleoceno Superior ?- Eoceno Inferior)
- Phaethontidae
  - †Phaethusavis (Eoceno Inferior de Ouled Abdoun Basin, Morocco)
  - †Heliadornis (Mioceno da América do Norte e Europa)
- Fregatidae
  - †Limnofregata (Eoceno Inferior)
- Sulidae
  - †Masillastega (Eoceno médio)
  - †Eostega (Eoceno Médio/Superior)
  - †Empheresula (Oligoceno Superior - Mioceno Médio)
  - †Microsula (Oligoceno Superior - Mioceno Médio)
  - †Sarmatosula (Mioceno Médio)
  - †Miosula (Mioceno Superior)
  - †Palaeosula (?Plioceno Inferior)
  - †Rhamphastosula (Plioceno Inferior)
  - Posicionamento não resolvido 
    - Sulidae gen. et sp. indet. (Thalberg Oligoceno Superior da Alemanha)

  - Gêneros existentes presentes no registro fóssil 
    - Morus (Mioceno Inferior - Recente)
    - Sula (Plioceno Médio - Recente)

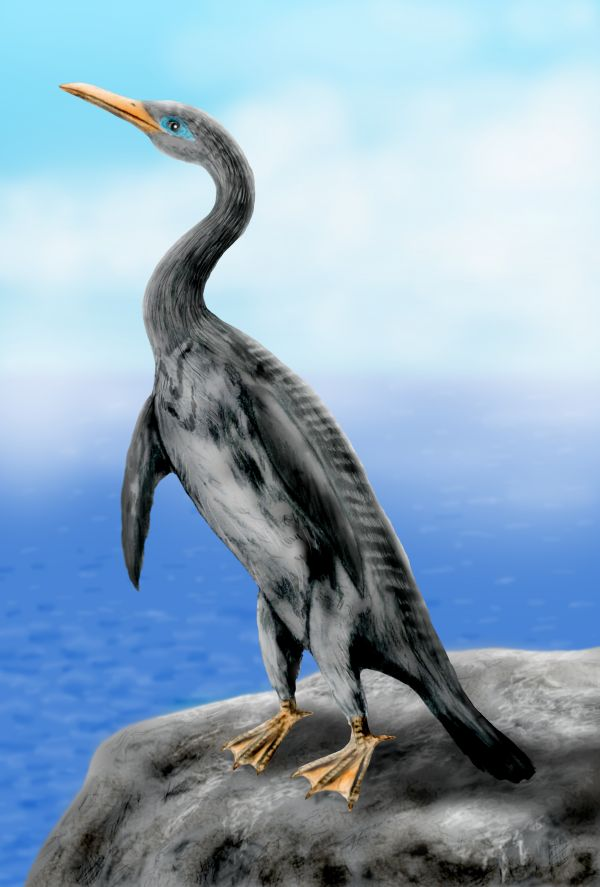
Copepteryx

- Phalacrocoracidae - Cormorants e shags
  - †Nectornis (Oligoceno Superior?/Mioceno Inferior de C Europe - Mioceno Médio de Bes-Konak, Turkey) - incluí Oligocorax miocaenus
  - †"Valenticarbo" (Plioceno Superior/Pleistoceno Inferior) - um nomen dubium
  - Posicionamento não resolvido 
    - †"Oligocorax" sp. (Oligoceno Superior de Enspel, Alemanha)

  - Gêneros existentes presentes no registro fóssil 
    - Phalacrocorax (Oligoceno ?- Recente) - pode ser several genera. incluí Australocorax, Miocorax, Pliocarbo
- †Plotopteridae
  - Copepteryx
  - Hokkaidornis
  - Phocavis
  - Plotopterum
  - Tonsala
- †Protoplotidae
  - Protoplotus (Paleocene? - Eoceno médio de Sumatra)
- Anhingidae
  - †Meganhinga (Mioceno Inferior)
  - †Macranhinga (Middle/Mioceno Superior -? Plioceno Inferior)
  - †Anhingidae gen. et sp. indet. (Middle/Mioceno Superior)
  - †Giganhinga (Plioceno Superior/Pleistoceno Inferior)
  - Gêneros existentes presentes no registro fóssil 
    - Anhinga (Mioceno Inferior - Recente)

- †Pelagornithidae

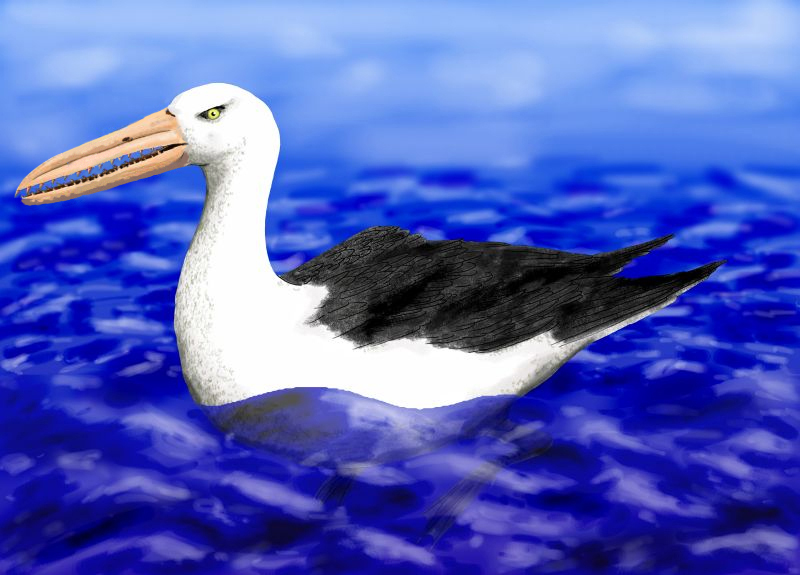
Osteodontornis

  - Pseudodontornis (Paleoceno Superior - London Clay Eoceno Inferior da Inglaterra)
  - Dasornis (London Clay Eoceno Inferior da Inglaterra)
  - Macrodontopteryx (London Clay Eoceno Inferior da Inglaterra)
  - Odontopteryx (London Clay Eoceno Inferior da Inglaterra)
  - Gigantornis (Eoceno médio de Nigeria)
  - Cyphornis (Eoceno de Vancouver, Canada)
  - Osteodontornis (Oligoceno Inferior - Plioceno)
  - Pelagornis (Mioceno Médio da França - Plioceno Superior de Marrocos)
  - Caspiodontornis
  - Palaeochenoides
  - Tympanoneisiotes
  - Posicionamento não resolvido 
    - ?Pelagornithidae gen. et sp. indet. (Eoceno médio)
- Pelecanidae
  - †Protopelicanus
  - †Miopelecanus
  - Gêneros existentes presentes no registro fóssil 
    - Pelecanus (Plioceno Superior - Recente)

### Procellariiformes
- Posicionamento não resolvido 
  - Primodroma (Eoceno Inferior)
- †Diomedeoididae
  - Rupelornis (Oligoceno Inferior da Bélgica)
  - Diomedeoides (Oligoceno Inferior ?-Mioceno Inferior de C Europe e Iran) - incluí Frigidafons, pode ser sinônimo de  Rupelornis
- Diomedeidae
  - †Murunkus (Eoceno médio)
  - †Plotornis (Mioceno Inferior - Meio) - incluí "Puffinus" arvernensis
  - Posicionamento não resolvido 
    - Diomedeidae gen. et sp. indet. (Oligoceno Superior da Carolina do Sul)

  - Gêneros existentes presentes no registro fóssil 
    - Diomedea (Mioceno Médio - Recente)
    - Phoebastria (Mioceno Médio - Recente)
    - Thalassarche (Mioceno Superior - Recente)
- Hydrobatidae
  - Prehistoric species of extant genera
    - Oceanodroma hubbsi (Capistrano Middle/Mioceno Superior de Orange County, EUA)
    - Oceanodroma sp.
    - Pelagodroma sp. 1
    - Pelagodroma sp. 2
- Procellariidae
  - †Argyrodyptes (San Julián Eoceno Superior/Oligoceno Inferior de Chubut, Argentina)
  - †Pterodromoides
  - Gêneros existentes presentes no registro fóssil 
    - Puffinus (Oligoceno Inferior - Recente) - incluí "Larus" raemdonckii
    - Fulmarus (Mioceno Médio - Recente)
    - Pachyptila (Mioceno Superior - Recente)
    - Calonectris (Plioceno Inferior - Recente)
    - "Pterodroma" (Pleistocene - Recente)
    - Procellaria
- Pelecanoididae
  - Gêneros existentes presentes no registro fóssil 
    - Pelecanoides (Mioceno Inferior/Médio - Recente)

### gaviiformes
- Gaviidae
  - †Colymboides (Eoceno Superior - Mioceno Inferior) - incluí Hydrornis
  - Gêneros existentes presentes no registro fóssil 
    - Gavia (Mioceno Inferior - Recente)

### Sphenisciformes
- Unresolved e basal forms

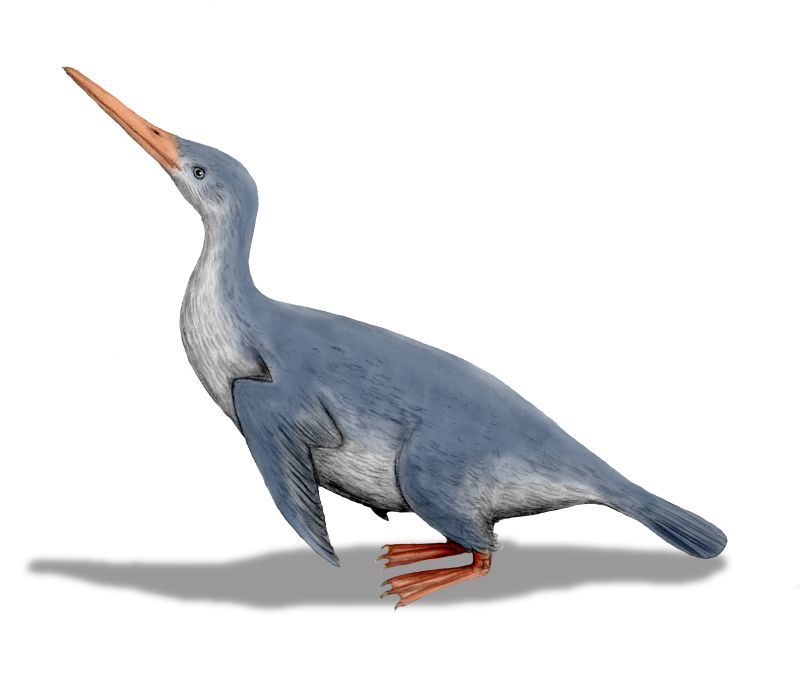
Waimanu

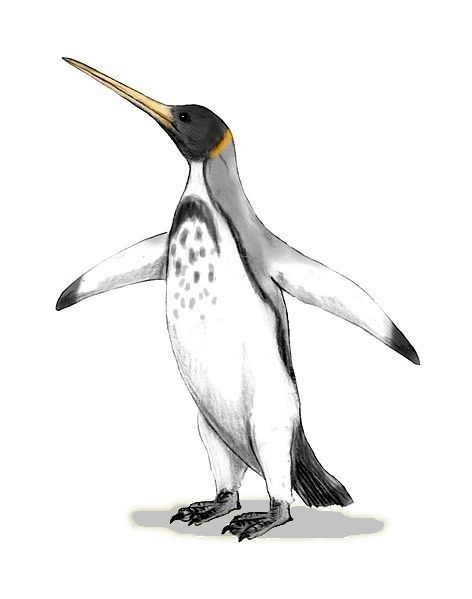
Icadyptes

  - †Waimanu (Paleoceno Inferior - Superior)
  - †Perudyptes - basal? (Eoceno médio)
  - Sphenisciformes gen. et sp. indet. CADIC P 21 (Eoceno médio)
- Spheniscidae
  - †Crossvallia (Paleoceno Superior)
  - †Anthropornis (Eoceno médio ?- Oligoceno Inferior)
  - †Archaeospheniscus (Middle/Eoceno Superior - Oligoceno Superior)
  - †Delphinornis (Middle/Eoceno Superior ?- Oligoceno Inferior)
  - †Palaeeudyptes (Middle/Eoceno Superior - Oligoceno Superior)
  - † Icadyptes  (Eoceno Superior)
  - †Pachydyptes (Eoceno Superior)
  - †Marambiornis (Eoceno Superior -? Oligoceno Inferior)
  - †Mesetaornis (Eoceno Superior -? Oligoceno Inferior)
  - †Tonniornis (Eoceno Superior -? Oligoceno Inferior)
  - †Wimanornis (Eoceno Superior -? Oligoceno Inferior)
  - †Arthrodytes (Eoceno Superior/Oligoceno Inferior - Mioceno Inferior)
  - †Duntroonornis (Oligoceno Superior)
  - †Korora (Oligoceno Superior)
  - †Platydyptes (Oligoceno Superior)
  - †Chubutodyptes (Mioceno Inferior)
  - †Eretiscus (Patagonia Mioceno Inferior)
  - †Paraptenodytes (Early - Mioceno Superior/Plioceno Inferior)
  - †Palaeospheniscus (Early? - Mioceno Superior/Plioceno Inferior)
  - †Anthropodyptes (Mioceno Médio)
  - †Madrynornis (Mioceno Superior)
  - †Pseudaptenodytes (Mioceno Superior/Plioceno Inferior)
  - †Marplesornis (Plioceno)
  - †Dege
  - †Nucleornis
  - Gêneros existentes presentes no registro fóssil 
    - Pygoscelis (Mioceno Médio/Superior - Recente)
    - Spheniscus (Mioceno Médio/Superior - Recente)
    - Aptenodytes (Plioceno (Inferior?) - Recente)

  - Posicionamento não resolvido 
    - Spheniscidae gen. et sp. indet (Oligoceno Superior/Mioceno Inferior de Hakataramea, Nova Zelândia)

### Pteroclidiformes
- Pteroclididae
  - †Archaeoganga
  - †Leptoganga

### Columbiformes
- Columbidae
  - †Gerandia (Mioceno Inferior)
  - Posicionamento não resolvido 
    - †Columbidae gen. et sp. indet. (Mioceno Inferior/Médio)

  - Gêneros existentes presentes no registro fóssil 
    - Columba (Plioceno Inferior - Recente)
    - Patagioenas (Plioceno Inferior - Recente)

### Psittaciformes
Unresolved e basal fossil parrots:
- †Mopsitta (Eoceno Inferior) - psittacid?
- †Psittacopes (Early/Eoceno médio)
- †Serudaptus - pseudasturid ou psittacid?
- †Pseudasturidae (= Halcyornithidae?)
  - Pseudasturidae FU 125 gen. et sp. indet. (Eoceno Inferior)
  - Pseudasturides - originalmente Pseudastur
- †Quercypsittidae
  - Quercypsitta (Eoceno Superior)
- Cacatuidae
  - Gêneros existentes presentes no registro fóssil 
    - Cacatua (Mioceno Inferior - Recente)
- Psittacidae
  - †Archaeopsittacus (Oligoceno Superior/Mioceno Inferior)
  - †Xenopsitta (Mioceno Inferior)
  - †Psittacidae gen. et spp. indet. (Mioceno Inferior/Médio) - several species
  - †Bavaripsitta (Mioceno Médio)
  - †Psittacidae gen. et sp. indet. (Mioceno Médio) - erroneously placed in Pararallus dispar, incluí "Psittacus" lartetianus
  - Gêneros existentes e recentemente extintos presentes no registro fóssil 
    - Conuropsis (Early? Mioceno - Holoceno)
    - Nandayus (Plioceno Superior - Recente)
    - Cyanoliseus (Pleistoceno Médio - Recente)
    - Aratinga (Pleistoceno Superior - Recente)
    - Rhynchopsitta (Pleistoceno Superior - Recente)

### Opisthocomiformes
- Opisthocomidae
  - †Hoazinoides (Mioceno Superior)
  - †Hoatzi - pode ser Mesmo que Foro

### Cuculiformes
- Posicionamento não resolvido 
  - Cuculiformes gen. et sp. indet. (Eoceno Inferior)
- Musophagidae
  - †Veflintornis (Mioceno Médio) - originalmente Apopempsis
  - Posicionamento não resolvido 
    - Musophagidae gen. et sp. indet. (Oligoceno Superior - Mioceno Médio de WC Europe)
    - "Apopempsis" africanus (Mioceno Inferior) - originalmente Musophaga, might belong in Veflintornis
    - Musophagidae gen. et sp. indet. (Egito)
- Cuculidae
  - †Eocuculus (Eoceno Superior)
  - †Dynamopterus (Eoceno Superior/Oligoceno Inferior)
  - †Neococcyx (Oligoceno Inferior)
  - †Cursoricoccyx (Mioceno Inferior)
  - Posicionamento não resolvido 
    - Cuculidae gen. et sp. indet. (Plioceno Inferior)

### Falconiformes
- Unresolved e basal forms
  - †Masillaraptor (Eoceno médio de Messel, Alemanha) - basal?
- †Horusornithidae
  - Horusornis (Eoceno Superior)
- Pandionidae
  - Gêneros existentes presentes no registro fóssil 
    - Pandion (Oligoceno Inferior - Recente)
- Sagittariidae
  - †Pelargopappus (Eoceno Superior/Oligoceno Inferior - Oligoceno Superior/Mioceno Inferior da França) - originalmente Amphiserpentarius/Amynoptilon/Pelargopsis
- Accipitridae
  - †Milvoides (Eoceno Superior)
  - †Aquilavus (Eoceno Superior/Oligoceno Inferior - Mioceno Inferior)
  - †Palaeocircus (Eoceno Superior/Oligoceno Inferior)
  - †Palaeastur (Mioceno Inferior)
  - †Pengana (Mioceno Inferior)
  - †Promilio (Mioceno Inferior)
  - †Proictinia (Mioceno Inferior - Superior/Plioceno Inferior)
  - †Neophrontops (Mioceno Inferior/Médio - Pleistoceno Superior) - originalmente em Neophron
  - †Mioaegypius (middle Mioceno)
  - †Apatosagittarius (Mioceno Superior)
  - †Palaeoborus (Mioceno)
  - †Qiluornis (Mioceno)
  - †Thegornis (Mioceno)
  - †Garganoaetus (Plioceno Inferior)
  - †Amplibuteo (Plioceno Superior de Peru - Pleistoceno Superior) - pode pertencer ao gênero existente Harpyhaliaetus (ou Buteogallus)
  - †Neogyps
  - †Palaeohierax - incluí "Aquila" gervaisii
  - †Wetmoregyps - originalmente Morphnus daggetti
  - Posicionamento não resolvido 
    - Accipitridae gen. et sp. indet. AMNH FR 7434 (Eoceno Inferior)
    - Accipitridae gen. et sp. indet. (Oligoceno Inferior)
    - Accipitridae gen. et sp. indet. (Mioceno Inferior/Médio)
    - Accipitridae gen. et sp. indet. (Early/Plioceno Médio) - Parabuteo?
    - Accipitridae gen. et sp. indet. (Plioceno Superior/Pleistoceno Inferior) - Buteo?
    - Accipitridae gen. et sp. indet. (Egito)
    - "Aquila" danana (Mioceno Superior/Plioceno Inferior) - originalmente also Geranoaetus ou Buteo

  - Gêneros existentes presentes no registro fóssil 
    - Haliaeetus (Oligoceno Inferior - Recente)
    - Buteo (Oligoceno Médio  - Recente)
    - Aquila (Middle? Mioceno - Recente)
    - Buteogallus (Mioceno Médio - Recente) - might include Harpyhaliaetus
    - "Hieraaetus" (Mioceno Médio - Recente) - doubtfully distinct from Aquila
    - Milvus (Pleistoceno Inferior - Recente)
    - Gyps (Pleistoceno Médio - Recente)

  - Espécies pré-históricas adicionais de gêneros existentes
    - Spizaetus grinnelli (Rancho La Brea Pleistoceno Superior de California, EUA) - originalmente Geranoaetus or Buteo
    - Spizaetus pliogryps - originalmente Aquila
- Falconidae
  - †Parvulivenator (Eoceno Inferior)
  - †Stintonornis (Eoceno Inferior)
  - †Badiostes (Mioceno Inferior)
  - †Pediohierax (Mioceno Médio) - originalmente Falco ramenta
  - Posicionamento não resolvido 
    - Falconidae gen. et sp. indet. (Mioceno Superior)
    - "Sushkinia" pliocaena (Plioceno Inferior) - pertence a Falco?

  - Gêneros existentes presentes no registro fóssil 
    - Falco (Mioceno Superior? - Recente)
    - Milvago (Pleistoceno Superior - Recente)
    - Caracara (Pleistoceno Superior - Recente) - originalmente Polyborus

### Caprimulgiformes
Apparently paraphyletic.
- Posicionamento não resolvido 
  - †Paraprefica (Eoceno Inferior?) - Steatornithidae ou Nyctibiidae
- Steatornithidae
  - †Prefica
  - Prehistoric species of extant genera
    - Steatornis sp.
- Podargidae
  - †Masillapodargus
  - †Quercypodargus
- Nyctibiidae
  - †Euronyctibius
- Caprimulgidae
  - †Ventivorus

### Aegotheliformes
- Aegothelidae
  - †Quipollornis (Mioceno Inferior/Médio)
  - Gêneros existentes presentes no registro fóssil 
    - Aegotheles (Mioceno Inferior/Médio - Recente)

### Apodiformes
- Basal e unresolved forms
  - †Primapus (Eoceno Inferior) - Aegialornithidae ou Apodidae
  - †Parargornis (Eoceno médio) - jungornithid, trochilid, basal as Argornis?
  - †Argornis (Eoceno Superior) - basal de Jungornithidae e Trochilidae
  - †Cypselavus (Eoceno Superior - Oligoceno Inferior) - Aegialornithidae ou hemiprocnid
- †Aegialornithidae
  - Aegialornis (Early? - Eoceno Superior)
- †Jungornithidae
  - Jungornis (Oligoceno Inferior de N Caucasus, Rússia)
  - Palescyvus
  - Laputavis
- Trochilidae
  - †Eurotrochilus (Oligoceno Inferior de Frauenweiler, Alemanha)
  - Posicionamento não resolvido 
    - Trochilidae sp. et gen. indet. (Bahamas, West Indies)
    - Trochilidae sp. et gen. indet. (Brasil)
- Apodidae
  - †Scaniacypselus (Early - Eoceno médio)
  - †Procypseloides (Eoceno Superior/Oligoceno Inferior - Mioceno Inferior)
  - Gêneros existentes presentes no registro fóssil 
    - Collocalia (Mioceno Inferior - Recente)
    - Apus (Middle/Mioceno Superior - Recente)
    - Chaetura (Mioceno Superior - Recente)
    - Tachornis (Pleistoceno Superior - Recente)

### Coliiformes
- Unresolved e basal forms
  - †Chascacocolius (Paleoceno Superior? - Eoceno Médio) - basal? sandcoleid?
  - †Eocolius (Mioceno Inferior) - sandcoleid ou coliid
  - †Selmes (Eoceno Médio? - Oligoceno Superior) - coliid?, possível sinônimo de Primocolius
  - †Limnatornis (Mioceno Inferior) -  coliid? (Urocolius?) incluí "Picus" consobrinus
  - †"Picus" archiaci (Mioceno Inferior) - Limnatornis? coliid? (Urocolius?)
  - †Necrornis (Mioceno Médio) - coliid? (Colius?)
  - †Coliiformes gen. et sp. indet. (Mioceno Superior) - coliid? (Colius, Urocolius?)
  - †Eobucco - sandcoleid?
  - †Uintornis - sandcoleid?
- †Sandcoleidae
  - Sandcoleus (Paleoceno)
  - Anneavis
  - Eoglaucidium
- Coliidae
  - †Primocolius (Eoceno Superior/Oligoceno)
  - †Oligocolius (Oligoceno Inferior)
  - †Masillacolius (Eoceno Médio)
  - Gêneros existentes presentes no registro fóssil 
    - Colius (Mioceno? - Recente)

### Strigiformes
- Unresolved e basal forms
  - †Berruornis (Paleoceno Superior) - basal? Sophornithidae?
  - †Strigiformes gen. et ap. indet. (Paleoceno Superior)
  - †Palaeoglaux (middle - Eoceno Superior) - sua própria família Palaeoglaucidae ou Strigidae?
  - †Palaeobyas (Eoceno Superior/Oligoceno Inferior) - Tytonidae? Sophiornithidae?
  - †Palaeotyto (Eoceno Superior/Oligoceno Inferior) - Tytonidae?
  - †Strigiformes gen. et spp. indet. (Oligoceno Inferior)
- †Ogygoptyngidae
  - †Ogygoptynx (Middle/Paleoceno Superior)
- †Protostrigidae
  - Eostrix (Early - Eoceno médio)
  - Minerva (middle - Eoceno Superior) - originalmente Protostrix, incluí "Aquila" ferox, "Aquila" lydekkeri, and "Bubo" leptosteus
  - Oligostrix (Oligoceno Médio)
- †Sophiornithidae
  - Sophiornis
- Strigidae - Typical owls
  - †Mioglaux (Oligoceno Superior? - Mioceno Inferior) - incluí "Bubo" poirreiri
  - †Intutula (Early/Middle -? Mioceno Superior) - incluí "Strix/Ninox" brevis
  - †Alasio (Mioceno Médio) - incluí "Strix" collongensis
  - Posicionamento não resolvido 
    - †"Otus" wintershofensis (Mioceno Inferior/Médio) - pode ser próximo ao gênero existente  Ninox
    - †"Strix" edwardsi (Mioceno Superior)
    - †"Asio" pygmaeus (Plioceno Inferior)
    - Strigidae gen. et sp. indet. UMMP V31030 (Plioceno Superior) - Strix/Bubo?

  - Gêneros existentes presentes no registro fóssil 
    - Strix (Mioceno Inferior - Recente)
    - Bubo (Mioceno Superior? - Recente)
    - Asio (Plioceno Superior - Recente)
    - Athene (Plioceno Superior - Recente)
    - Glaucidium (Plioceno Superior - Recente)
    - Surnia (Plioceno Superior - Recente)
    - Pulsatrix (Pleistoceno Superior - Recente)
- Tytonidae - Barn Owls
  - †Necrobyas (Eoceno Superior/Oligoceno Inferior - Mioceno Inferior)
  - †Prosybris (Oligoceno Inferior? - Mioceno Inferior)
  - †Nocturnavis
  - †Selenornis
  - Gêneros existentes presentes no registro fóssil 
    - Tyto (Mioceno Superior - Recente)

### Coraciiformes
- Basal e unresolved forms
  - †Quasisyndactylus (Eoceno médio) - alcediniform, basal?
  - †Cryptornis (Eoceno Superior) - bucerotid? geranopterid?
  - † Coraciiformes gen. et spp. indet. PQ 1216, QU 15640 (Eoceno Superior) - 2 species
- †Geranopteridae
  - Geranopterus (Eoceno Superior - Mioceno Inferior) - incluí "Nupharanassa" bohemica
- †Eocoraciidae
  - Eocoracias (Eoceno médio)
- †Primobucconidae - coraciiform?
  - Primobucco (Early - Eoceno médio)
- Todidae - Todies
  - †Palaeotodus
- Motmotidae - Motmots
  - †Protornis (Oligoceno)
  - Posicionamento não resolvido 
    - Momotidae gen. et sp. indet. (Mioceno Superior)
- †Messelirrisoridae
  - Messelirrisor (Eoceno médio)
- Bucerotidae - Hornbills
  - †Euroceros (Mioceno Superior de Hadzhidimovo, Bulgaria)
  - Gêneros existentes presentes no registro fóssil 
    - Bucorvus

### Trogoniformes
- Trogonidae
  - †Septentrogon (Fur Paleoceno Superior/Eoceno Inferior de Ejerslev, Denmark)
  - †Primotrogon (Eoceno médio de Messel, Alemanha? - Oligoceno Inferior da França)
  - †Paratrogon (Mioceno Inferior da França)
  - Posicionamento não resolvido 
    - Trogonidae gen. et sp. indet. 1 (NW Europe)
    - Trogonidae gen. et sp. indet. 2 (NW Europe)

### Piciformes
- Posicionamento não resolvido 
  - †Piciformes gen. et sp. indet. IRScNB Av 65 (Oligoceno Inferior)
  - †Rupelramphastoides (Oligoceno Inferior) - ramphastid?
  - †Piciformes gen. et sp. indet. SMF Av 429 (Oligoceno Superior)
  - †Capitonides (Mioceno Inferior - Meio) - ramphastid? "capitonid" (Lybiidae, Megalaimidae)? own family Capitonididae?
  - †Pici gen. et sp. indet. (Mioceno Médio) - "capitonid" (Lybiidae, Megalaimidae?)
- †Miopiconidae
  - Miopico
- Lybiidae
  - †Lybiidae gen. et sp. indet. (Mioceno Superior) - extant genus Pogoniulus?
- Picidae
  - †Palaeopicus (Oligoceno Superior)
  - †Palaeonerpes (Plioceno Inferior)
  - †Pliopicus (Plioceno Inferior)
  - Posicionamento não resolvido 
    - Picidae gen. et sp. indet. (Mioceno Médio)
    - Picidae gen. et sp. indet. (Mioceno Superior)
    - cf. Colaptes DMNH 1262 (Plioceno Inferior de Ainsworth, EUA)

  - Gêneros existentes presentes no registro fóssil 
    - Campephilus (Pleistoceno Superior - Recente)
    - Colaptes
    - Dendrocopos
    - Additional prehistoric subspecies of extant species
      - Melanerpes superciliaris ssp. (Little Exuma, Bahamas)
      - Melanerpes superciliaris ssp. (New Providence, Bahamas)

### Passeriformes
- Posicionamento não resolvido 
  - †Passeriformes gen. et spp. indet. (Eoceno Inferior) - several species, oscine?
  - †Wieslochia (Oligoceno Inferior)
  - †Passeriformes gen. et spp. indet. (Oligoceno Superior) - several suboscine e oscine species
  - †Certhiops (Mioceno Inferior da Alemanha) - basal Certhioidea
  - †Passeriformes gen. et sp. indet. (Mioceno Inferior/Médio) - suboscine?
  - †Passeriformes gen. et spp. indet. (Mioceno Inferior/Médio) - several species, oscine?
  - †Passeriformes gen. et spp. indet. (Mioceno Médio) - several species, basal?
  - †Passeriformes gen. et spp. indet. (Mioceno Médio) - several species, oscine?
  - †"Palaeostruthus" eurius (Plioceno)
- Eurylaimidae
  - Posicionamento não resolvido 
    - Eurylaimidae gen. et sp. indet. (Mioceno Inferior)
- †Palaeoscinidae
  - Paleoscinis (Mioceno Superior)
- Furnariidae
  - †Pseudoseisuropsis (Pleistoceno Superior de Uruguyay)
  - Prehistoric species of extant genera
    - Pseudoseisura cursor (Ensenada Early/Pleistoceno Médio de Anchorena, Argentina)
    - Cinclodes major (Pleistoceno Médio de Buenos Aires Province, Argentina)
- Menuridae
  - Gêneros existentes presentes no registro fóssil 
    - Menura (Mioceno Inferior - Recente)
- Meliphagidae
  - Posicionamento não resolvido 
    - Meliphagidae gen. et spp. indet. (Middle/Mioceno Superior - Plioceno of Riversleigh, Australia) - at least 7 spp., some pode ser from extant genera
- Orthonychidae
  - Gêneros existentes presentes no registro fóssil 
    - Orthonyx (Middle/Mioceno Superior - Recente)
- Oriolidae -  Orioles e Figbird
  - †Longimornis (Mioceno Inferior de Riversleigh, Australia)
- Artamidae
  - Posicionamento não resolvido 
    - Artamidae gen. et sp. indet. (Mioceno Inferior/Médio) - cracticine
- Corvidae
  - †Miocorvus (Mioceno Médio)
  - †Miopica (Mioceno Médio)
  - †Miocitta (Mioceno Superior)
  - †Protocitta (Pleistoceno Inferior)
  - †Henocitta (Pleistoceno Médio)
  - Gêneros existentes presentes no registro fóssil 
    - Corvus (Mioceno Superior - Recente)
    - Pica (Plioceno Superior/Pleistoceno Inferior - Recente)
    - Pyrrhocorax

  - Posicionamento não resolvido 
    - Corvidae gen. et sp. indet. (Plioceno Inferior)
    - Corvidae gen. et sp. indet. (Early/Pleistoceno Médio) - provavelmente pertence a um gênero existente
- Laniidae
  - Gêneros existentes presentes no registro fóssil 
    - Lanius (Mioceno Inferior - Recente)
- Regulidae
  - Gêneros existentes presentes no registro fóssil 
    - Regulus (Plioceno Superior - Recente)
- Megaluridae
  - Gêneros existentes presentes no registro fóssil 
    - ?Locustella (Mioceno Superior - Recente)
- Acrocephalidae
  - Gêneros existentes presentes no registro fóssil 
    - ?Acrocephalus (Mioceno Superior - Recente)
- Motacillidae
  - Gêneros existentes presentes no registro fóssil 
    - Motacilla
- Fringillidae
  - Gêneros existentes presentes no registro fóssil 
    - Loxia (Plioceno Superior - Recente)

  - Espécies pré-históricas adicionais de gêneros existentes
    - Coccothraustes simeonovi (Plioceno Superior de Varshets, Bulgaria)
    - Coccothraustes balcanicus
- Icteridae
  - †Pandanaris (Pleistocene)
  - †Pyelorhamphus (Pleistocene)
  - Gêneros existentes presentes no registro fóssil 
    - Euphagus (Pleistoceno Superior - Recente)
- Cardinalidae
  - Posicionamento não resolvido 
    - ?Passerina sp. (Plioceno Inferior de Yepómera, México)
- Emberizidae
  - †Pampaemberiza (Pleistoceno Médio de Necochea, Argentina)
  - Gêneros existentes presentes no registro fóssil 
    - Ammodramus (Mioceno Superior - Recente) - incluí Palaeostruthus

  - Espécies pré-históricas adicionais de gêneros existentes
    - Pipilo angelensis (Pleistoceno de Rancho La Brea, EUA)

## Avesincertae sedis
- †Aberratiodontus (Cretáceo Inferior) - enantiornithine? (own family?) Mesmo que Yanornis?
- †Dalingheornis (Cretáceo Inferior) - enantiornithine?
- †Holbotia (Cretáceo Inferior de Andaikhudag, Mongólia) - basal pygostylian?
- †Hongshanornis (Cretáceo Inferior da China) - pygostylian? ornithurine?
- †"Jibeinia" (Cretáceo Inferior) - euenantiornithine? um nomen dubium
- †Nanantius (Cretáceo Inferior) - enantiornithine?
- †Otogornis (Cretáceo Inferior de Yike Zhaomeng, China) - basal pygostylian? enantiornithine (cathayornithid)?
- †Paraprotopteryx (Cretáceo Inferior de Fengning, China) - enantiornithine?
- †Protopteryx (Cretáceo Inferior da China) - enantiornithine?
- †Wyleyia (Cretáceo Inferior) - basal enantiornithine? neornithine (paleognath)?
- †Zhongornis (Cretáceo Inferior) - ave basal ou juvenile confuciusornithid?
- †Aves gen. et sp. indet. Sahat Sakhan Dinosaur Research Centre collection, unnumbered (Sao Khua Early Cretaceous of Khok Kong, Thailand) - ornithurine?
- † Maniraptora gen. et sp. indet. IVPP V11309 (Yixian Early Cretaceous of Jianshangou, China) - basal pygostylian? therizinosaur (close to Beipiaosaurus?)?
- †Aves? gen. et sp. indet. NMC 50852 (Early/Cretáceo Superior de Kem Kem region, Morocco) - avian? dromaeosaurid (close to Rahonavis)?
- †Alamitornis (Los Alamitos Formation Cretáceo Superior de Los Alamitos, Argentina) - pygostylian (relacionado a Patagopteryx)?
- †Apatornis (Cretáceo Superior) - neornithine (anseriforme)?
- †"Cerebavis" (Cretáceo Superior) - enantiornithine? um nomen dubium
- †"Elopteryx" (Cretáceo Superior) -  pygostylian? dinossauro não aviário? um nomen dubium
- †Euornithes gen. et sp. indet. (Cretáceo Superior de Kyzyl Kum, Uzbekistan)
- †Gargantuavis (Cretáceo Superior) - pygostylian? (enantiornithine?) basal ornithurine?
- †Hulsanpes (Cretáceo Superior) - ave basal? dinossauro não aviário?
- †Iaceornis (Cretáceo Superior de Gove County, EUA) - neornithine ou basal ornithurine
- †Ornithurae gen. et sp. indet. IGM 100/1309 (Nemegt Cretáceo Superior de Tsagaan Kushu, Mongolia) - Presbyornithidae?
- †Ornithurae gen. et sp. indet. IGM 100/1310 (Nemegt Cretáceo Superior de Tsagaan Kushu, Mongolia) - basal?
- †Horezmavis (Bissekty Cretáceo Superior de Kyzyl Kum, Uzbekistan) - enantiornithine (gobipterygiform?), basal ornithurine ou gruiforme
- †"Ichthyornis" minusculus (Bissekty Cretáceo Superior de Kyzyl Kum, Uzbekistan) - enantiornithine?
- †cf. Nanantius (Cretáceo Superior de Kyzyl Kum, Uzbequistão) - enantiornithine?
- †Neogaeornis (Cretáceo Superior) - baptornithid ou neornithine (gaviiforme, procellariiform?)
- †Patagopteryx (Cretáceo Superior) - pygostylian? (enantiornithine?)
- †Piksi (Cretáceo Superior de Montana) - ornithothoracine (perhaps distinct lineage), basal ornithurine ou neornithine?
- †Platanavis (Bissekty Cretáceo Superior de Kyzyl Kum, Uzbekistan)
- †Potamornis (Cretáceo Superior) - Hesperornithidae? baptornithid? enaliornithid?
- †Vorona (Cretáceo Superior) - enantiornithine? basal ornithuromorph?
- †UCMP 143274 (Cretáceo Superior de Niobrara County, EUA) - psittaciform? non-avian?
- †Polarornis (Cretáceo Superior ou Eoceno) - gaviiforme ou pygostylian, pode ser sinônimo de  Neogaeornis
- †Yandangornis (Cretáceo Superior) - ave basal? dinossauro não aviário?
- †Guildavis (Cretáceo de Wallace County, EUA) - neornithine ou basal ornithurine
- †Qinornis (Paleoceno Inferior/Médio de Luonan, China) - neornithine?
- †"Cathayornis" aberransis
- †"Cathayornis" caudatus
- †Gobipipus
- †"Ichthyornis" maltshevskyi
- †Chaoyangidae 
  - Chaoyangia (Cretáceo Inferior de Liaoning, China)
- Zhyraornithidae 
  - Zhyraornis (Cretáceo Superior)

### Liaoningornithiformes
- Liaoningornithidae 
  - Liaoningornis (Cretáceo Inferior de Liaoning, China)

### Eurolimnornithiformes
- Eurolimnornithidae 
  - Eurolimnornis (Cretáceo Inferior)

### Palaeocursornithiformes
- Palaeocursornithidae 
  - Palaeocursornis (Cretáceo Inferior)